# زيد بن علي
أَبُو ٱلْحُسَيْنِ، زَيْدُ بْنُ عَلِيِّ بْنِ ٱلْحُسَيْنِ بْنِ عَلِيِّ بْنِ أَبِي طَالِبٍ، ٱلْهَاشِمِيُّ، ٱلْقُرَشِيُّ، أخو: محمدٍ الباقر، وعبدِ الله الباهر، وعُمَرَ، وعليٍّ، والحسنِ، والحسينِ الأكبر، والحسينِ الأصغر، أمُّه أم ولد، قال الذهبيُّ: كان ذا علمٍ، وجلالة، وصلاح. روىٰ عن: أبيه زينِ العابدين، وأخيه الباقر. هفا، وخرج، فاستشهد. وفد علىٰ متولي العراق يوسُفَ بْنِ عُمَرَ، فأحسن جائزته، ثُم رُدَّ، فأتاه قوم من الكوفة، فقالوا: ٱرجِع نبايِعْك، فما يوسُفُ بشيء، فأصغىٰ إليهم وعسكرَ، فبرزَ لحربه عسكرُ يوسُفَ، فقُتل في المعركة، ثم صُلب أربعَ سنين.

## ولادته
وُلد زيد بن علي بن الحسين بن علي بن أبي طالب بالمدينة بعد طلوع الفجر سنة ست وستين أو سبع وستين من الهجرة. وأمه أم ولد من السند (باكستان الحالية)، وهي أم إخوته عمر الأشرف وعليّ وخديجة ، اشتراها المختار بن عبيد الثقفي أيّام ظهوره بالكوفة بثلاثين ألفاً وبعث بها إلى الإمام زين العابدين:
يقول عمر الجعفري: "كنت أدمن الحج فأمرّ على علي بن الحسين عليه السّلام فأسلّم عليه، وفي بعض حججي غدا علينا علي بن الحسين عليه السّلام ووجهه مشرق فقال: جاءني رسول الله ﷺ في ليلتي هذه حتّى أخذ بيدي وأدخلني الجنة وزوّجني حوراءَ، فواقعتها، فعَلقَت؛ فصاح بي رسول الله ﷺ: يا علي بن الحسين، سمِّ المولود منها زيداً. فما قمنا من مجلس علي بن الحسين ذلك اليوم وعليّ يقصّ الرؤيا؛ حتّى أرسل المختار بن أبي عبيد بأمّ زيد هدية إلى علي بن الحسين اشتراها بثلاثين ألفاً؛ فلما رأينا إشفاقه بها تفرّقنا من المجلس؛ ولما كان من قابل حججت ومررت على علي بن الحسين لأسلّم عليه، فأخرج زيداً على كتفه الأيسر وله ثلاثة أشهر وهو يتلو هذه الآية ويؤمئ بيده إلى زيد: ﴿ هذا تأويلُ رؤيايَ مِن قَبلُ قد جعلَها ربّي حقاً)".
ويشهد لما تضمّنته هذه الرواية من قصة الرؤيا رواية أبي حمزة الثمالي المرويّة في مجالس الصدوق مسنداً إليه، وفي (فرحة الغري) للسيد ابن طاوس بحذف الاسناد.
ينصّ الحديث المروي في «الفرحة» بأنه حوراء، ويعرفنا النسّابة أبو الحسن العمري في «المُجدي» بأنه غزالة، وجاء في «غاية الاختصار»  بأنه جيداء وفي « سر السلسلة العلوية » و « الحدايق الوردية » جيد. ونحن إذا قرأنا ما يحدّث به المبرد في الكامل <5 ـ ج 3 ص 189 طبع سنة 1347 هـ. من أن العرب تسمّي الأَمَة حوراء وجيداء ولطيفة، أمكننا موافقة المجدي فقط، لكون هذه الألفاظ إنّما يُشار بها إلى خصوص صنف الإماء وليست للميزة بين أفراد ذلك الصنف.

### تسميته
النبي حينما حدّثه بما يجري على مهجته وفلذّة كبده ﴿ صليب الكناسة ﴾ من الحوادث الغريبة والغريبة جداً، بعد ما يقرأ في حديث أبي ذر الغفاري وقد دخل على النبي ﷺ فرآه يبكي فرقّ له وسأله عما أبكاه، فأخبره بأنّ جبرئيل عليه السّلام هبط عليه وأخبره أن ولده الحسين عليه السّلام يُولَد له ابن يُسمّى علياً ويُعرف في السماء زين العابدين، ويولد له ابن يسمى زيداً يُقتل شَهيداً.
وفي حديث عليّ: أخبرني رسول الله ﷺ بقتل الحسين عليه السّلام وصلب ابنه زيد بن عليّ عليه السّلام. قلت له: أترضى يا رسول الله يقتل ولدك؟ قال: يا علي، أرضى بحكم اللهِ فيَّ وفي ولدي، ولي دعوتان: أمّا الأولى فاليوم، والثانية إذا عُرضوا على الله عزّوجلّ، ثم رفع يديه إلى السماء وقال: يا عليّ، أَمِّن على دعائي: اللهمّ أحصِهم عدداً، واقتُلهم بَدداً، وسلِّط بعضَهم على بعض، وامنَعهم الشرب من حَوضي ومُرافقتي؛ ثمّ قال: أتاني جبرئيل وأنا أدعو عليهم وأنت تؤمِّن فقال: لقد أُجيبتْ دعوتُكما.
وحديث حذيفة بن اليمان: نظر النبيّ إلى زيد بن حارثة فقال: المظلوم من أهل بيتي سَمِيّ هذا، والمقتول في الله والمصلوب سَميّ هذا. وأشار إلى زيد بن حارثة؛ ثمّ قال: ادنُ منّي يا زيد، زادك الله حبّاً عندي، فأنت سَميّ الحبيب من ولدي.
وهذان الحديثان وان لم تكن فيهما صراحة على المُدَّعى، غير أنّه لا ينطق عن الهوى إن هو إلاّ وَحيٌّ يُوحى، فيجب أن يكون كلّما يلفظه من قولٍ عن وحيٍ أو الهام، ولا سيما حديث أبي ذر، فإنّه ينصّ على أنّ التسمية كانت معروفة في الملأ الأعلى، وقد أنهاها جبرئيل إلى النبي بالوحي، فما يذهب بالمزاعم إلى أن التسمية كانت متأخّرة إلى حين ولادته تشبّثاً بما رواه ابن ادريس الحلّي في «مستطرفات السرائر» أجنبيّ عن القصد، وهو على ما ذكرناه أدلّ.
قال ابن ادريس: روى ابن قولوية عن بعض أصحابنا، قال: كنت عند علي بن الحسين عليه السّلام، وكان إذا صلّى الفجر لم يتكلّم حتّى تطلع الشمس، فجاءه يومَ وُلد فيه زيد فبشّروه به بعد صلاة الفجر فالتفت إلى اصحابه فقال: أيّ شيء ترون أن أُسمّي هذا المولود؟ فقال كلّ رجل سمِّه كذا، فقال: يا غلام عَليَّ بالمصحف، فجاءوا بالمصحف فوضعه في حِجره ثمّ فتحه فنظر إلى أول حرف في الورقة، فإذا فيه ﴿ وفَضّل اللهُ المجاهدين على القاعدين أجراً عظيما ﴾ ثمّ فتحه ثانيا فنظر، فإذا أول الورقة ﴿ إن الله اشترى من المؤمنين أنفسَهم وأموالَهم بأنّ لهم الجنة يقاتلون في سبيل الله فيَقتلون ويُقتَلون وعداً عليه حقاً في التوراة والإنجيل والقرآن ومَن أوفى بعَهده من الله فاستَبشِروا ببيعكمُ الذي بايعتم به وذلك هو الفوز العظيم ﴾ ثمّ قال: هو والله زيد، هو والله زيد، فسُمّي زيداً.
هذا نصّ الخبر، ونحن إذا قرأناه بتأمّل نعرف أجنبيّته عن كَون السجاد هو المخترع للاسم، وإنّما نعرف أنّه مُتلقَّى عن آبائه الهداة عن النبيّ المُوحى إليه على لسان جبرئيل؛ وممّا يكشف لنا عن ذلك اعتماده في التسمية على الآيتَين الواردتين في فضل المجاهد، وعدم ارتباطهما بالتسمية لا يختلف فيه اثنان، ولكن الوجه بالتسمية بعد قراءتهما ليس إلاّ ما هو معلوم لديه عن آبائه عن النبي بأنّه يُولَد له ولد يسمّى زيداً ويُقتَل شهيداً في الجهاد، فبهذه المناسبة سمّاه زيدًا عند قراءتهما، ويشهد له مجيئه بضمير الغائب حيث يقول «هو والله زيد، هو والله زيد»، فإنّه يريد أنّ ذلك المولود الذي سمّاه النبي زيداً ويُقتل شهيداً في الجهاد هو هذا.

### لقبه
يلقّب زيد الأزياد ، إشارة إلى أنه المقدَّم على كلّ من سُمّي بهذا الاسم من جهة أعماله الصالحة وغاياته الشريفة التي استحق بها المدح والإطراء من الأئمة بخلاف غيره ممن سُمّي بهذا الاسم، وبالأخصّ من كان من أهل هذا البيت ممن لم يحمل لنا التاريخ من أعماله الحسنة ما يستوجب به المدح من الأئمّة: كزيد بن الحسن السبط وزيد بن موسى بن جعفر وهو زيد النار. نعم أقرأتنا جوامع الاحاديث خصومة الأول مع الإمام الباقر في أمر الإمامة وشهادة السكينة التي بيده والصخرة التي كانت واقفاً عليها والشجرة التي هي قريبة منهما بأن الباقر أحق بالأمر منه.
ويقول الرضا في حق الثاني عند ما قال له المأمون: يا أبا الحسن لان خرج أخوك وفعل ما فعل فلقد خرج قبله زيد بن علي فقتل ولولا مكانك مني لقتلته فليس ما أتاه بصغير: «لا تقس يا أمير المؤمنين أخي زيداً بزيد بن عليّ عليه السّلام، فإنّه كان من علماء آل محمّد ﷺ فغضب لله عزّوجلّ فجاهد أعداءه».

### كنيته
كانت كنيته المعروف بها أبا الحسين أحد أولاده، وهو أبي عبد الله الحسين ذو الدمعة؛ وعلى هذا مشهور المؤرخين وأرباب السير والتراجم.

### نقش خاتمه
في الخطط المقريزية ج 4 ص 307 وكان نقش خاتمه (اصبر تُؤجَر، اصدق تَنْجُ)، ورواه أبو الفرج في المقاتل بإبدال «أصدق» بـ «تَوَقَّ».

## نشأته
نشأ في حجر أبيه السجاد وتخرّج عليه وعلى الإمامين الباقر والصادق، ومنهم أخذ المعارف وأسرار الاحكام.
ومن عثرنا على كلامه من أصحابنا الإمامية كأبي إسحاق السبيعي والأعمش والشيخ المفيد، وميرزا عبد الله المعروف بالأفندي  وأبو الحسن العمري النسّابة  والسيّد عليّ خان  والحرّ العاملي  والمحدث النوري ، وجدناه مصرّحاً بفضله في العلم وتبصُّره بالمناظرات، وكان عمر بن موسى الوجهي يقول: رأيت زيد بن عليّ فما رأيت أحداً يفضله في معرفة الناسخ والمنسوخ والمتشابه من الكتاب المجيد. وفي حديث أبي خالد الواسطيّ: صحبت زيداً بالمدينة خمس سنين، كلّ سنة أقيم شهراً وقت الحج ولم أفارقه حتّى أقدم الكوفة، فما رأيت مثله في العلم، فلذا اخترتُ صُحبته.
ويشهد لذلك كلّه حديث أبي غسان الازدي قال: قدم زيد بن علي الشام أيّام هشام بن عبد الملك؛ فما رأيت رجلاً أعلم بكتاب الله منه؛ ولقد حبسه هشام خمسة أشهر وهو يقص علينا ـ ونحن معه في الحبس ـ تفسير سورة الحمد وسورة البقرة هذّ ذلك هذّاً. وذكر الكتاب فقال: « رحمكم الله إنَّ القرآن والعمل به يهدي للتي هي اقوم لأن الله شرّفه وكرّمه ورفعه وعظّمه وسماه روحاً ورحمة وشفاءاً، وهدى ونوراً، قطع فيه بمعجز التأليف أطماع الكائدين، وأبانه بعجيب النظم عن حبل المتكلفين، وجعله متلواً لا يّملُّ ومسموعاً لا تملّه الآذان، وغضاً لا يُخلق وعجيباً لا تنقضي عجائبه، ومفيداً لا تنفد فوائده.
والقرآن على أربعة أوجه: حلال وحرام لا يسع الناس جهالته، وتفسير لا يعلمه الاَّ العلماء، وعربية لا تعرفها العرب، وتأويل لا يعلمه الاَّ الله، انَّ للقرآن ظهراً وبطناً وحداً ومطلعاً فظهره تنزيله، وبطنه تأويله، وحدّه فرائضه وأحكامه، ومطلق ثوابه وعقابه.»
وحدّث أبو خالد الواسطي وأبو حمزة الثمالي فقالا: حبرنا  رسالة في الردّ على الناس، ثمّ خرجنا إلى المدينة فدخلنا على محمّد بن عليّ الباقر عليه السّلام فقلنا: جُعلنا فداك، إنّا حبرنا رسالة ردّاً على الناس، فقال: اقرأوها، فقرأناها، قال: لقد أجدتُم واجتهدتم، أفهل أقرأتموها زيداً ؟ قلنا: لا. قال: اقرأوها عليه وانظروا ما يردّ عليكم. فدخلنا على زيد قلنا: جُعلنا فِداك، رسالة حبرناها في الردّ على الناس جئناك بها. قال: اقرأوها، فقرأناها عليه حتّى إذا فرغنا منها قال: يا أبا حمزة وأنت يا أبا خالد، لقد اجتهدتم، ولكنها تكسر عليكم، وما زال يردّها حتّى فرغ من آخرها حرفاً حرفاً، فوالله ما ندري من أيّ شيء نتعجّب: من حفظه لها أو من كسرها، ثمّ أعطانا جُملة من الكلام نعرف به الرد على الناس. قالا: فرجعنا إلى محمّد بن عليّ عليه السّلام فأخبرناه ما كان من زيد، قال: يا أبا خالد وأنت يا أبا حمزة، إنّ أبي دعا زيداً فاستقرأه القرآن فقرأ، وسأله عن المعضلات فأجاب، ثمّ دعا له وقَبّل ما بين عينيه. ثمّ قال: يا أبا خالد وأنت يا أبا حمزة، إنّ زيداً أُعطي من العِلم مثل ما علينا بسطه.
وحدثّ خالد بن صفوان قال: أتينا زيد بن علي عليه السّلام وهو يومئذ بالرصافة،  فدخلنا عليه في نفر من أهل الشام وعلمائهم، وجاءوا برجل قد انقاد له أهل الشام في البلاغة والنظر في الحجج، وكلّمْنا زيد بن عليّ عليه السّلام في الجماعة وقلنا: إن الله مع الجماعة، وإنّ أهل الجماعة حُجّة الله على خلقه، وإنّ أهل القِلّة هم أهل البدع والضلالة. ثمّ انّه حمد الله وأثنى عليه وصلّى على محمّد وآله ﷺ، وتكلّم بكلام ما سمعتُ قرشياً ولا عربياً أبلغَ موعظةً ولا أظهر حُجّةً ولا أفصح لهجة منه، ثمّ أخرج كتاباً قاله في الجماعة والقِلة ذكر فيه مِن كتاب الله ما يذمّ الكثير ويمدح القلّة، وأنّ القليل في الطاعة هم أهل الجماعة، والكثير في المعصية هم أهل البدع، فأُفحم الشاميُّ فما أمرّ ولا أحلى، وانخذل الشاميون فما أجابوا بقليل ولا كثير، وخرجوا من عنده صاغرين منكِّسين رؤوسهم حياء وخجلاً، وأقبلوا على صاحبهم يعذلونه ويقولون: زعمتَ أنّك لا تدع له حُجّةً إلاّ رددتَها وكسرتها، حتّى إذا تكلّم خرست، فما تنطق بقليل ولا بكثير، فقال: وَيلَكم، كيف أكلّم رجلاً حاججني بكتاب الله، أفأستطيع أن أردّ كلام الله تعالى ؟! فكان خالد بن صفوان يقول بعد ذلك: ما رأيت رجلاً في الدنيا قرشياً ولا عربيّاً يزيد في العقل والحجج على زيد بن علي عليه السّلام.

## مؤلفاته
1 ـ المجموع الفقهي ـ طُبع بمصر سنة 1340ھ في مجلد تبلغ صحائفه 192 برواية أبي خالد الواسطي، وتأليف عبدالعزيز بن إسحاق البغدادي المولود في سنة 272ھ والمتوفى في سنة 343ھ .
2 ـ المجموع الحديثي ـ مختصّ بالحديث فقط، تأليف عبد العزيز ورواية أبي خالد الواسطي، ولم نعثر على طبعه.
3 ـ تفسير غريب القرآن ـ في الروض النضير ج 1 ص 65 رواه عن زيد عطاء بن السايب، وروى عنه قطعة في التفسير عبدالله بن العلي.
4 ـ إثبات الوصية ـ في الروض النضير رواها عنه خالد بن محمد، وفي مقدمة المجموع الفقهي المطبوع بمصر سنة 1340ھ له تثبيت الإمامة، ويحتمل اتحادها مع اثبات الوصية.
5 ـ قراءته الخاصّة جمعها أبو حيان في كتاب سمّاه (النير الجلي في قراءة زيد بن علي)، قال في الروض النضير ج 1 ص 54: روى صاحب الكشاف كثيراً من قراءة زيد.
6 ـ قراءة جده علي بن أبي طالب ـ رواها عنه عمر بن موسى الوجهي كما في فهرست الشيخ الطوسي، ويحتمل اتحادها مع القراءة التي جمعها أبو حيان.
7 ـ كتاب مدح القلة وذم الكثرة ـ رواه خالد بن صفوان، ذكره في الروض النضير ج 1 ص 65.
8 ـ منسك الحج ـ طبعه العلامة محمد علي هبة الدين الشهرستاني بمطبعة الفرات ببغداد سنة 1342ھ، بلغت صحائفه 14 مع مقدمة له تبلغ عشر صحائف.

## مدرسته وتلاميذه
1-ابنه يحيى الشهيد أبي طالب .
2-محمد بن مسلم
3-محمد بن بُكير
4-عبيدالله بن صالح
5-هاشم بن البريد
6-أبو جعفر بن أبي زياد الأحمر
7-أبو الجارود زياد بن المنذر
8-كثير بن طارق
9-عمر بن موسى بن الوجهي
10-عبيدالله بن أبي العلاء
11-رزين بياع الأنماط
12-أبان بن عثمان الأجلح
13-الفضيل
14-عمر بن خالد ،
15-الزهري
16-الاعمش
17-سعيد بن خثيم
18-إسماعيل السدي
19-زبيد اليامي
20-زكريا بن زائدة
21-عبد الرحمن بن الحارث بن عياش بن أبي ربيعة
22-ابن أبي الزناد 
23-شعبة.
وفي التحفة الاثنى عشرية  لعبدالعزيز الدهلوي أن أبا حنيفة أخذ العلم والطريقة من الباقر ومن الصادق ومن عمه زيد بن علي بن الحسين. وفي الروض النضير: تتلمذ أبو حنيفة على زيد مدة سنتَين. وكان سلمة بن كهيل ويزيد بن أبي زياد وهارون بن سعيد وأبو هاشم الرماني وحجاج بن دينار في عدد كثير من فقهاء الكوفة يأتون إلى زيد ويأخذون منه العلم والفقه، وكانوا على رأيه، وتروي الزيدية أن جماعة كثيرة روت الحديث عن زيد، ذكْر أسمائهم في الروض النضير ج 1 ص 62.
وعن تهذيب الكمال للحافظ المزي أنّ آدم بن عبدالله الخثعمي وإسحاق بن سالم وبسام الصيرفي وراشد بن سعد الصائغ وزياد بن علاقة وعبدالله بن عمرو بن معاوية حملوا الحديث عن زيد.

## زهده وعبادته
قال أبو الجارود: قدمت المدينة فجعلت كلما أسأل عن زيد قيل لي: ذاك حليف القرآن، ذاك أسطوانة المسجد، من كثرة صلاته. ويقول أبو حنيفة حينما يُسئل عنه: هو حليف القرآن منقطع القرين. وفي كلام الفخري والذهبي والشبلنجي وأحمد بن حميد  أنّه من أكابر الصلحاء وأعاظم أهل البيت عبادة وزهداً وورعاً وديناً وخضوعاً. ويشهد لذلك ما يرويه الحافظ علي بن محمد بن علي الخزاز الرازي في (كفاية الأثر) عن عمير بن المتوكل بن هارون البلخي، عن أبيه، عن يحيى بن زيد، وفيه قول يحيى للمتوكّل: يا عبد الله، إنّي أخبرك عن أبي وزهده وعبادته، إنّه كان يصلّي الفريضة، ثمّ يصلّي ما شاء الله، ثمّ يقوم على قدمَيه يدعو الله إلى الفجر يتضرّع له ويبكي بدموعٍ جارية حتّى يطلع الفجر، فإذا طلع الفجر قام وصلّى الفريضة، ثمّ جلس للتعقيب إلى أن يتعالى النهار؛ ثمّ يقوم في حاجته ساعة، فإذا كان قرب الزوال قعد في مصلاّه سبّح الله ومجّده إلى وقت الصلاة، وقام فصلّى الأولى وجلس هنيئة، وصلّى العصر وقعد في تعقيبه ساعة ثمّ سجد سجدة، فإذا غابت الشمس صلّى المغرب والعتمة: قلت: كان يصوم دهره ؟ قال: لا، ولكنه يصوم في السنة ثلاثة أشهر، وفي الشهر ثلاثة أيّام. قلت: وكان يُفتي الناس ؟ قال: ما أذكر ذلك عنه.

## أدعيته
روى الحافظ ابن عساكر بترجمة زيد من تاريخ الشام ج 6 ص 18 عن عبيد بن محمد بن علي، قال: كان من دعاء زيد بن عليّ عليه السّلام قوله:
«اللهمّ إنّي أسألك سلوّاً عن الدنيا وبُغضاً لها ولأهلها؛ فإنّ خيرها زهيد؛ وشرّها عتيد؛ وجمعها ينفد؛ وصفوها يرنق؛ وجديدها وخيرها ينكد؛ وما فات منها حسرة؛ وما أُصيب منها فتنة؛ إلا من نالتْه منك عِصمة. أسألك اللهمّ العصمة منها؛ ولا تجعلنا كمن رضي بها واطمأنّ إليها؛ فإنّ مَن أمنها خانته، ومن اطمأنّ إليها فجعَتْه.»
«أعوذ بك اللهمّ مِن مثل عمله؛ ومثل مصيره؛ ثم قال: كم لي من ذنب وسرف بعد سرف، قد ستره ربّي وما كشف؛ أجل أجل ستر ربي العَورة، وأقال العثرة، حتّى أكثرتُ فيه من الإساءة وأكثر ربّي فيها من المعافاة؛ إني لأستحي من عظمته أن أفضي إليه بما أستخفي به من عبدٍ له؛ وبما أنه ليفضح من هو خيرٌ مني فيما هو أدنى منه، ثمّ ما كشف ربّي لي فيه ستراً، ولا سلّط علي فيه عدواً، فكم له في ذلك من يدٍ ويد ما أنا إن نسيتها بذكور، وما إن كفرتها بشكور، وما ندمت عليها إذا لم أُعتبك منها. ربِّ لك العُتبى بما تحب وترضى، فهذه يدي وناصيتي، مقرّ بذنبي معترف بخطيئتي، إن أُنكرها أُكذَّب، وإن اعترف بها أُعذَّب، إن لم يَعفُ الربّ، ويغفر الذنب، فإن يغفر فتكرّماً؛ وإنّ الله ليس بظلاّم للعبيد، فهو المستعان لا يزال يُعين ضعيفاً؛ ويُغيث مستغيثاً؛ ويُجيب داعياً؛ ويكشف كرباً؛ ويقضي حاجة ذي الحاجة في كلّ يوم وليلة؛ أجل أجل أنت كذاك وخيرٌ من ذاك.»

## أدبه
من هذا قوله في رثاء الباقر:
وله وقد مر بجماعة من قريش سمعهم يفضّلون قوماً على علي بن أبي طالب فبعث بها إليهم:
ووقف بمقابر النباج عند ذهابه إلى الحجّ فقال:
```
[
42
]
```

قال ابن عساكر في تاريخ دمشق: لما خرج زيد بن عليّ من مجلس هشام وقد دار الكلام بينهما في أمر الخلافة أنشأ يقول:
وفي الحدايق الوردية كان من إنشاء زيد قوله مخاطباً ابنه يحيى:
وقوله في رثاء الباقر:
وقوله:
وقوله:

## خُطبه
كان زيد معروفاً بفصاحة المنطق وجزالة القول، والسرعة في الجواب وحسن المحاضرة، والوضوح في البيان والإيجاز في تأدية المعاني على أبلغ وجه، وكان كلامه يشبه كلام جدّه علي بن أبي طالب، بلاغةً وفصاحة ، فلا بِدعَ إِذاً إنْ عدّه الجاحظ  من خطباء بني هاشم، ووصفه أبو اسحاق السبيعي والأعمش بأنه أفصح أهل بيته لِساناً وأكثرهم بياناً. ويشهد له أن هشام بن عبد الملك لم يزل منذ دخل زيد الكوفة يبعث الكتاب أثر الكتاب إلى عامل العراق، يأمره بإخراج زيد من الكوفة ومنع الناس من حضور مجلسه. وجوابُه لهشام بن عبد الملك يوم قال له: «بلغني أنّك تذكر الخلافة وتتمّناها ولستَ هناك وأنتَ ابن أمَة» حدّث معمَّر بن خُثَيم عنه أنه يقول: كنت أماري هشاماً وأكايده الكلام ولم أترك له مخرجاً؛ دخلت عليه يوماً فذكر بني أمية وافتخر بهم؛ فقال: كانوا أشد قريش أركاناً، وأعلاهم مكاناً وسلطاناً؛ وكانوا رؤوس قريش في جاهليتها ومُلوكها في اسلامها.
فقلت: على مَن تفتخر، على هاشم وهو أول من أطعم الطعام وضرب الهام وخضعت له قريش بإرغام، أم على عبد المطلب سيّد مضر جميعاً ؟! وإن قلت معدّ كلّها صدقت، إذا ركب مشوا، وإذا انتعل احتفوا، وإذا تكلّم سكتوا، وهو مُطعم الوحش في رؤوس الجبال، والطير والسباع والإنس في السهل، حافر زمزم، وساقي الحجيج، وربيع العُمرتين، أم على بَنيه أشراف الرجال، أم على سيّد ولد آدم رسول الله ﷺ المحمول على البُراق، أم على أمير المؤمنين وسيّد الوصيين علي بن أبي طالب عليه السّلام، أخي رسول الله ﷺ وابن عمّه، والمفرّج عنه الكُرب، وأوّل من قال «لا إله إلا الله» بعد رسول الله ﷺ، لم يُبارزه فارس قطّ إلاّ قتله، وقال فيه رسول الله ﷺ ما لم يقله في أحدٍ من أصحابه ولا لأحد من أهل بيته. فاحمرّ وجه هشام وبُهِتَ ولم يُحِرْ جواباً.
قال أبو الجارود: قلت له: يا بن رسول الله، الرجل يبذل نفسه على غير بصيرة؛ قال: نعم، أكثر مَن ترى عشقت قلوبهم الدنيا والطمع أرداهم إلا القليل، والذين لا يحضرون الدنيا على قلوبهم ولا لها يسعون أولئك مني وأنا منهم.
2. وحدّث عمر بن صالح العجلي أنه سمع زيد بن علي يخطب أصحابه ويقول: «الحمد لله مُذعناً له بالاستكانة، مقرّاً له بالوحدانية؛ وأتوكّل عليه توكّل من لجأ غليه. وأشهد أن لا إله إلا الله وحده لا شريك له، وأشهد أنّ محمدا عبده المصطفى ورسوله المرتضى الأمين على وحيه؛ المأمون على خلقه، المؤدي إليهم ما استرعاه من حقه؛ حتّى قبضه...».
.
3. وحدّث فرات بن إبراهيم الكوفي في تفسيره أنّ زيد بن علي خطب الناس فقال: أيّها الناس، إنّ الله بعث في كلّ زمان خيرة، ومن كلّ خيرة منتجباً حبوةً منه؛ فإنّ الله أعلم حيث يجعل رسالته؛... "

## من أقواله
- «من لم يستحي فهو كافر».[50]
- سُئل: الصمت خير أم الكلام، فقال: «قبح المساكتة ما أفسدها للبيان، وأجلبها للعي والحصر. والله للمماراة أسرع في هدم الفتى من النار في يبس العرفج، ومن السيل إلى الحدور».[51]
- كان إذا كلّمه انسان وخاف أن يهجم على أمر يخاف منه مأئماً، يقول له: يا عبد الله أمسِك أمسِك، كُفّ كفّ، إليك إليك، عليك بالنظر لنفسك، يكفّ عنه ولا يكلّمه.[52]
- قال يوماً للزهري وقد قارف ذنباً فاستوحش منه وهرب على وجهه:« قُنوطُك من رحمة الله التي وسعت كل شيء أشدّ عليك من ذنبك».[53]
- «المروّة إنصاف مَن دونك، والسمع إلى مَن فوقك، والرضا بما أُوتي إليك من خيرٍ أو شرّ».
- وقال لابنه يحيى:« إنّ الله لم يرضَك لي فأوصاك بي، ورضيني لك فلم يوصني بك. يا بني خير الآباء مَن لا تدعه المودة إلى الافراط، وخير الأبناء من لم يدعه التقصير إلى العقوق».[54]
- وكان يقول:« لقد خلوت بالقرآن اقرأه، فما وجدت في طلب الرزق رخصة، وجدت « ابتغوا من فضل الله » إلاّ العبادة والفقه».[55]
- وعزّاه بعض إخوانه في ولدٍ له تُوفّي، فكتب في الجواب:« أمّا بعد، فإنّا أموات آباء أموات أبناء أموات، عجباً من ميّت يعزّي ميتاً عن ميّت، والسلام.»
- وقال في وصيّته لابنه يحيى عند وفاته:« يا بُني جاهد الكفار فإنّك لعلى الحقّ وإنّهم لعلى الباطل، وإنّ قتلاك لفي الجنّة وقتلاهم لفي النار».[56]

## أحاديث المدح
1. عن المنهاج لمحمد بن المطهر، وجلاء الابصار للحاكم، والأمالي ليحيى بن الحسين الهاروني بسند يرفعونه إلى زاذان، يرفعه إلى النبي ﷺ قال: الشهيد من ذريّتي والقائم بالحق من ولدي المصلوب بكناسة كوفان، إمام المجاهدين وقائد الغرّ المحجّلين، يأتي يوم القيامة وأصحابه تتلقّاهم الملائكة المقرّبون، ينادونهم: ادخُلوا الجنة لا خوف عليكم ولا أنتم تحزنون.

2. وعن المنهاج وهداية الراغبين وجلاء الأبصار، عن أنس بن مالك، أنّ رسول الله ﷺ قال: يُقتل رجل من ولدي يقال له «زيد» بموضع يعرف بالكناسة، يدعو إلى الحقّ ويتبعه كلّ مؤمن.
3. أنّ علياً عليه السّلام وقف في الموضع الذي صُلب فيه زيد بن علي بالكوفة، ومعه أصحابه فبكى وبكى أصحابه، فقالوا له: مالذي أبكاك ؟ قال: إنّ رجلاً من وُلدي يُصلب في هذا الموضع، من رضي أن ينظر إلى عورته أكبّه الله على وجهه في النار.

4. أن علياً عليه السّلام خطب بالكوفة وقال: سَلوني، في العشر الأواخر من شهر رمضان تفقدوني. ثمّ ذكر الحوادث بعده وعدّ منها قتل الحسين عليه السّلام وقتل زيد بن علي عليه السّلام، واحراقه وتذريته بالرياح وأنّه في الجنة.

5. أبو داود المدني قال: حدّث علي بن الحسين عن أبيه عن عليّ عليه السّلام قال: يخرج بظهر الكوفة رجل يقال له زيد، في أبّهة الملك لا يسبقه الأوّلون ولا يدركه الآخرون إلاّ مَن عمل بمثل عمله، يخرج يوم القيامة هو وأصحابه معهم الطوامير أو شبه الطوامير حتّى يتخطَّوا أعناق الخلائق، تتلقّاهم الملائكة فيقولون: هؤلاء خلف الخلف ودُعاة الحق، ويستقبلهم رسول الله ﷺ، فيقول: يا بنيّ قد عملتم ما أُمرتم به فادخُلوا الجنة بغير حساب.
6. مقاتل الطالبيين عن خالد مولى آل الزبير قال: كنّا عند علي بن الحسين عليه السّلام فدعا ابناً له يُقال له زيد، فكبا لوجهه فانشجّ، فجعل يمسح الدم عن وجهه ويقول: أُعيذك بالله أن تكون زيداً المصلوب بالكناسة، مَن نظر إلى عورته متعمداً أصلى الله وجهه بالنار.
7. الروض النضير ج 1 ص 55 عن جابر الجعفي، قال سمعت أبا جعفر عليه السّلام وقد نظر إلى أخيه زيد بن علي فتلا هذه الآية والذين هاجروا وأُخرجوا من ديارهم وأُوذوا في سبيلي وقاتلوا وقُتلوا الآية وقال: هذا والله مِن أهل ذلك، قال جابر: وسألت محمّد بن عليّ عليهما السّلام عن أخيه زيد، فقال: سألتني عن رجل مُلئ إيماناً وعِلماً من أطراف شعره إلى أقدامه، وهو سيّد أهل بيته.
8.عيون أخبار الرضا في الباب 25، ومقاتل الطالبيين عن جابر الجعفي عن الباقر أن رسول الله ﷺ قال للحسين عليه السّلام: يا حسين، يخرج من صلبك رجل يقال له زيد يتخطّى هو وأصحابه رقاب الناس يدخلون الجنة بغير حساب. ورواه في كفاية الأثر عن محمد بن مسلم عنه عليه السّلام.
9. [[سر ، عن سدير الصيرفي قال: كنت عند أبي جعفر الباقر عليه السّلام فدخل زيد بن عليّ عليه السّلام، فضرب أبو جعفر عليه السّلام كتفه، وقال: هذا سيّد بني هاشم، إذا دعاكم فأجيبوه، وإذا استنصركم فانصروه.
10. مقاتل الطالبيين عن يونس بن خباب قال: جئت مع أبي جعفر عليه السّلام إلى الكتاب، فدعى زيداً وألزق بطنه، وقال: أعيذك بالله أن تكون صليب الكناسة.
11. رجال الكشي في ترجمة السيد الحميري عن فضيل الرسان، قال: دخلت على أبي عبد الله عليه السّلام بعد ما قُتل زيد بن عليّ عليه السّلام فأُدخلت بيتاً في جوف بيت، وقال لي: يا فضيل، قُتل عمّي زيد بن عليّ عليه السّلام ؟ قلت: نعم جعلت فداك؛ فقال: «رحمه الله، أما إنّه كان مؤمناً وكان عارفاً وكان عالماً وكان صدوقاً، أما إنّه لو ظفر لوفى، أما إنّه لو مَلَك لعرف كيف يضعها».
12. عن حمزة بن حمران، قال:« دخلت على جعفر بن محمّد عليه السّلام، فقال: من أين أقبلت ؟ قلت: من الكوفة، فبكى حتّى بلت دموعه لحيته. قلت له: يا ابن رسول الله ﷺ، مالك أكثرت البكاء ؟! قال: ذكرت عمي زيداً وما صُنع به. قلت: وما الذي ذكرت منه ؟ قال: ذكرت مقتله وقد أصاب جبينه سهم، فجاء ابنه يحيى وانكب عليه، وقال: أبشر يا أبتاه فانك ترِد على رسول الله ﷺ وعليّ وفاطمة والحسن بن علي بن أبي طالب والحسين رحمهم الله ، قال: أجل يا بني. ثمّ دعا بحداد فنزع السهم من جبينه فكانت نفسه معه، فجِيء به إلى ساقية تجري عند بستان زائدة فحفروا له فيها ودفن وأجرى عليه الماء، وكان معهم غلام سندي لبعضهم، فذهب إلى يوسف بن عمر من الغد، وأخبره بدفنهم إياه، فاخرجه يوسف بن عمر وصلبه بالكناسة أربع سنين، ثمّ أمر به فأُحرق بالنار، وذُرّي بالرياح. فلعن الله خاذله، وقاتله، وإلى الله أشكو ما نزل بأهل بيت نبيه ﷺ بعد موته، ونستعين الله على عدونا وهو خير المستعان».

13. كشف الغمة، قال الصادق لأبي ولاد الكاهلي: رأيت عمي زيداً ؟ قال: نعم رأيته مصلوباً، ورأيت الناس بين شامت ومحزون، فقال عليه السّلام: أمّا الباكي عليه فمعه في الجنة، وأمّا الشامت فشريك في دمه.
14. ثواب الأعمال للصدوق، عن محمّد الحلبي، أن أبا عبد الله قال:« قتل الحسينَ عليه السّلام آلُ أبي سفيان فنزع الله مُلكهم، وقتل هشامٌ زيداً بن عليّ عليه السّلام فنزع اللهُ ملكه، وقتل الوليدُ يحيى بن زيد فنزع الله ملكه».
15. رجال الكشي، عن عبدالرحمن بن سيابة قال:« دفع إليّ الصادق عليه السّلام دنانير وأمرني أن أُقسّمها على عيالات من أُصيب مع عمه زيد، فقسّمتُها فأصاب عيالَ عبد الله بن الزبير الرسّان أربعة دنانير».
16. الكافي، عن سليمان بن خالد أنّ أبا عبد الله الصادق قال له: كيف صنعتم بعمي زيد ؟ قال: إنّهم كانوا يحرسونه، فلمّا شفّ (62) الناس أخذنا خشبته ودفناه على الجرف من شاطئ الفرات، فلما أصبحوا جالت الخيل يطلبونه فوجدوه. قال عليه السّلام: أفلا أوقرتموه حديداً وألقيتموه في الفرات، صلّى الله عليه ولعن قاتله.
17. الإصابة لابن حجر، بترجمة حكيم بن عياش عن فوائد الكواكب، يرفعه إلى رجل جاء إلى الصادق جعفر فقال له: سمعت حكيم بن عياش ينشد هجاءكم بالكوفة، فقال: هل علقت منه بشيء ؟ قال سمعته يقول:
فرفع الصادق عليه السّلام يديه وهما يرعشان وقال: اللهمّ إن كان عبدك كاذباً فسلِّط عليه كلبَك. فبعثه بنو أميّة إلى الكوفة، فبينا هو يدور في سككها إذ افترسه الأسد، واتّصل خبره بجعفر عليه السّلام فخرّ ساجداً، ثمّ قال: الحمد الذي أنجزنا وعده.
ويظهر من غرر الخصائص لابراهيم المعروف بالوطواط ص 254 ومروج الذهب للمسعودي ج 2 ص 182 أن البيتين من جملة أبيات.
18. عيون أخبار الرضا عليه السّلام عن محمد بن يزيد النحوي عن أبيه أنّ الإمام الرضا رحمة الله قال في مجلس المأمون (ضمن كلام له عن زيد الشهيد):{{اقتباس مضمن| إنّ زيداً بن عليّ لم يدّعِ ما ليس له بحقّ، وإنّه كان أتقى لله من ذلك، إنّه قال: أدعوكم إلى الرضا من آل محمّد، وإنّ ما جاء فيمن ادّعى الإمامة أنّ الله تعالى نصّ عليه ثمّ يدعو إلى غير دين الله ليُضلّ عن سبيله بغير عِلم، وكان زيد بن علي  واللهِ ممّن خُوطب بهذه الآية ﴿ وجاهِدوا في الله حقَّ جهادِه هو اجتباكم﴾ .

## البراءة من دعوى الإمامة
- عن الحافظ عليّ بن محمد الخزاز الرازي القمّي في كفاية الاثر بإسناده إلى يحيى بن زيد قال: سألت أبي عن الأئمّة عليهم السّلام، فقال: الأئمّة اثنا عشر: أربعة من الماضين وثمانية من الباقين، قref>(26)26 ـ رجال وسائل الشيعة.لت: فسمِّهم يا أبت، قال: أمّا الماضون فعلي بن أبي طالب والحسن والحسين وعليّ بن الحسين عليهم السّلام، وأمّا الباقون فأخي الباقر وابنه جعفر الصادق، وبعده موسى ابنه، وبعده عليّ ابنه، وبعده محمد ابنه، وبعده عليّ ابنه، وبعده الحسن ابنه، وبعده المهدي: فقلت: يا أبت الستَ منهم ؟ قال: لا ولكن من العترة. قلت: فمن أين عرفت أسماءهم ؟ قال: عهدٌ معهود عهده رسول الله.
- روى محمد بن بكير، قال: دخلت على زيد بن عليّ، وعنده صالح بن بشير فسلّمت عليه، وهو يريد الخروج إلى العراق، قلت: يا بن رسول الله حدثني بشيء سمعته من أبيك، قال: نعم، إلى أن قال له: يا بن بكير، بنا عُرف الله وبنا عُبد الله ونحن السبيل إلى الله، ومنّا المصطفى والمرتضى، ومنّا يكون المهدي قائم هذه الأمّة. قلت: يا بن رسول الله ، هل عهد إليكم رسول الله متّى يقوم قائمكم ؟ قال: يا بن بكير إنّك لن تلحقه، وإن الأمر يليه ستّة من الأوصياء بعد هذا ـ الصادق - ثم يجعل خروج قائمنا فيملأها قسطاً وعدلاً كما مُلئت جوراً وظلماً، قلت: يا بن رسول الله، ألست صاحب هذا الأمر ؟ قال: أنا من العترة، فعدت فعاد إليّ، فقلت: هذا الذي تقوله، عنك أو عن رسول الله ؟ قال: لو كنتُ أعلم الغيب لاستكثرتُ من الخير، ولكن عهدٌ عهده إلينا رسول الله.
- وحدّث أبو خالد الواسطي، عن زيد بن عليّ، عن أبيه عليّ بن الحسين عن أبيه الحسين بن علي رضي الله عنه قال: قال رسول الله صلّى الله عليه وآله: يا حسين أنت الإمام، والتسعة من ولدك أمناء معصومون والتاسع مهديّهم، فطوبى لمن أحبهم والويل لمن أبغضهم.

## الخلاصة
- يقول الصادق: كان زيد عالماً وصدوقاً، ولم يدعكم إلى نفسه، وإنما دعاكم إلى الرضا من آل محمّد، ولو ظفر لوفى بما دعا إليه.[62]
- كما كان الإمام الصادق تارة يظهر المدح والثناء عليه ويقول حين يُسئال عن خروجه: ( خرج على ما خرج عليه آباؤه ) [63]،
- يقول فضيل الرسان: دخلت على الصادق بعد ما قتل زيد فأُدخلت بيتاً في جوف بيت فقال لي: يا فضيل، قتل عمي زيد ؟ قلت: نعم جعلت فداك فقال: رحمه الله، أما انّه كان مؤمناً وكان عارفاً وكان صدوقاً أما إنّه لو ظفر لوفى، اما انه لو ملك لعرف كيف يضعها.
- يقول الصادق: كانت المخالفة لضرب من التدبير، فإنّ مراده من التدبير ذلك الذي أشرنا إليه وهو الخوف من السلطان.

وتابعه على هذا الرأي السيّد صدر الدين بن الفقيه السيد محمد العاملي في تعليقته على ترجمة زيد من ( منتهى المقال )  قال: ( لو لم يظهر الصادق رحمه الله عدم الرضا بخروجه، ويصوب أصحابه في معارضتهم واسكاتهم إياه ولم يُجب بالإبهام والإعجام عند السؤال عن خروجه، لكان في ذلك نقض الغرض والتعريض بهلاك الإمام ).
وهناك احتمال آخر للشيخ فخر الدين الطريحي النجفي ذكره في مادة ( زيد ) من مجمع البحرين، وهو حمل النهي على الشفقة وخوف القتل، وليس للتحريم؛ ولعله أخذه من الخوف الموجود في بعض الأخبار، مثل ما رواه القطب الراوندي في ( الخرايج ) في الباب 6 في معجزات الباقر عن الحسن بن راشد، قال: ذكرت زيد بن عليّ رحمه الله فتنقّصته عند أبي عبد الله رحمه الله فقال: لا تفعل، رحم الله عمي زيداً انه أتى أبي وقال: إني أريد الخروج على هذا الطاغية، فقال: لا تفعل فاني أخاف أن تكون المقتول المصلوب على ظهر الكوفة، أما علمت يا زيد أنه لا يخرج أحد من السلاطين قبل خروج السفياني إلاّ قُتل. ثم قال: يا حسن، ان فاطمة رضي الله عنها لعظمها على الله حرّم ذريتها على النار وفيهم أُنزلت ثمّ اورثْنا الكتابَ الذين اصطفَينا من عبادِنا فمنهم ظالمٌ لنفسه ومنهم مقتصدٌ ومنهم سابق بالخيرات فأما الظالم لنفسه الذي لا يعرف، والمقتصد العارف بحق الإمام. يا حسن، لا يخرج أحدنا من الدنيا حتّى يقر لكل ذي فضل فضله.

## حياته
نشأ زيد بن علي في أحضان والده الإمام زين العابدين وأخيه الأكبر محمد الباقر ودرس على يديهما العقيدة المحمدية، فكانَ زيد مضرب المثل في العلم بشهادة أخيه الأكبر محمد الباقر، فقد ذكر الرواة أنه طلب من أخيه محمد الباقر كتاباً كان لجده علي، فنسي محمد الباقر مدة من الزمن، ثم تذكر فأخرجه إليه، فقال له زيد: قد وجدت ما أردت منه في القرآن !! فأراد محمد الباقر أن يختبره وقال له: فأسألك؟ قال زيد: نعم، سلني عما أحببت. ففتح محمد الباقر الكتاب وجعل يسأل، وزيد يجيب كما في الكتاب، فقال الباقر: « بأبي أنت وأمي يا أخي أنت والله نَسِيْج وحدك، بركةُ اللّه على أم ولدتك، لقد أنجبت حين أتت بك شبيه آبائك ».
- قال زيد: « والله لا تأتونني بحديث تصدقون فيه إلا أتيتكم به من كتاب الله ».
- قال أيضاً: « من جاءك عني بأمر أنكره قَلَبُك، وكان مبايناً لما عهدته مِنِّي، ولم تفقهه عَنِّي، ولم تره في كتاب الله عز وجل جائزاً، فأنا منه برئ، وإن رأيت ذلك في كتاب الله عز وجل جائزاً، وللحق مُمَاثِلاً، وعهدت مثله ونظيره مني، ورأيته أشبه بما عهدته عني، وكان أولى بي في التحقيق، فأقبله فإن الحق من أهله ابتدأ وإلى أهله يرجع ».
- شهادة أخيه الأكبر محمد الباقر، الذي قال في حقه: « لقد أوتي زيدٌ علما لَدُنِيّاً فاسألوه فإنه يعلم ما لا نعلم ».
- وقال الباقر لمن سأله عنه: « سألتني عن رجل مُلئ إيماناً وعلماً من أطراف شعره إلى قدميه، وهو سيد أهل بيته ».
- وشهادة ابن أخيه الإمام جعفر الصادق وذلك حيث يقول: « كان والله أقرأنا لكتاب الله وأفقهنا لدين الله ».
- وشهادة الإمام أبي حنيفة النعمان كبير أئمة المذاهب السُّنِّـيَّة، حيث يقول: « ما رأيت في زمنه أفقه منه ولا أعلم ولا أسرع جواباً ولا أبين قولاً، لقد كان منقطع القرين ».
- وشهادة سليمان بن مهران الأعمش حيث يقول: « ما رأيت فيهم ـ يعني أهل البيت ـ أفضل منه ولا أفصح ولا أعلم ».

### عبادته
- وقال أبو الجارود: دخلت المدينة وكلما سألت عن زيد بن علي قيل لي: ذلك حليف القرآن.
- قال أبي طالب يحيى الشهيد بن زيد بن علي بن الحسين بن علي بن أبي طالب واصفاً عبادة والده : « رحم اللّه أبي كان أحد المتعبدين، قائم ليله صائم نهاره، كان يصلي في نهاره ما شاء اللّه فإذا جن الليل عليه نام نومة خفيفة، ثم يقوم فيصلي في جوف الليل ما شاء اللّه، ثم يقوم قائماً على قدميه يدعو الله ويتضرع له ويبكي بدموع جارية حتى يطلع الفجر، فإذا طلع الفجر سجد سجدة، ثم يصلي الفجر، ثم يجلس للتعقيب حتى يرتفع النهار، ثم يذهب لقضاء حوائجه، فإذا كان قريب الزوال أتى وجلس في مصلاه واشتغل بالتسبيح والتحميد للرب المجيد، فإذا صار الزوال صلى الظهر وجلس، ثم يصلي العصر، ثم يشتغل بالتعقيب ساعة ثم يسجد سجدة، فإذا غربت الشمس صلى المغرب والعشاء».

### زهده وورعه
- قال زيد بن علي : « اللَهُمَّ إني أسألك سُلُوّاً عن الدنيا، وبغضاً لها ولأهلها، فإنَّ خَـيْـرَها زَهِيْدٌ، وشرَّها عتيدٌ، وجَمْعَها يَنْفَدُ، وصَفْوَها يَرْنَقُ، وجديدَها يَخْلَقُ، وخيرَها يَنْكَدُ، ومافات منها حَسْرَةٌ، وما أُصِيْبَ منها فِتْنَةٌ، إلا من نالته منك عِصْمَةٌ، أسألك اللَهُـمَّ العِصْمَةَ منها، ولاتجعلنا ممن رضي بها، واطمأن إليها، فإِنها مَنْ أمنها خانَتْهُ، ومن اطمأن إليها فَجَعَتْهُ، فلم يُقِمْ في الذي كان فيه منها، ولم يَظْعَنْ به عنها ».
- قال زيد بن علي : « والله ماكذبت كذبة منذ عرفت يميني من شمالي، ولا انتهكت لله مَحْرَماً منذ عرفت أن اللّه يعاقب عليه »
- قال زيد بن علي : « أوصيكم أن تتخذوا كتاب اللّه قائداً وإماماً، وأن تكونوا له تبعاً فيما أحببتم وكرهتم، وأن تتهموا أنفسكم ورأيكم في مالايوافق القرآن، فإن القرآن شفاء لمن استشفى به، ونور لمن اهتدى به، ونجاة لمن تبعه، من عمل به رَشَد، ومن حكم به عدل، ومن خاصم به فَلَج، ومن خالفه كفر، فيه نبأ من قبلكم، وخبر معادكم، وإليه منتهى أمركم ».
- قال زيد بن علي لأصحابه : « أيها الناس، أفضل العبادة الورع، وأكرم الزاد التقوى، فتورعوا في دنياكم، وتزودوا لآخرتكم ».

## دعوة الإمام زيد للناس لإمامته
دعا زيد بن علي الناس لإمامته والخروج معه للأمر بالمعروف والنهي عن المنكر فقال في رسالته التي وجهها إلى علماء الأمة : « فوالذي بإذنه دَعَوْتُكم، وبأمره نصحتُ لكم، ما ألتمس أَثَرَةً على مؤمن، ولا ظلماً لِمُعَاهِد، ولوددت أني قد حميتكم مَرَاتع الهَلَكَة، وهديتكم من الضلالة، ولو كنت أوْقِدُ ناراً فأقذفُ بنفسي فيها، لا يقربني ذلك من سخط اللّه، زهداً في هذه الحياة الدنيا، ورغبة مني في نجاتكم، وخلاصكم، فإن أجبتمونا إلى دعوتنا كنتم السعداء والمَوْفُوْرين حظاً ونصيباً ».
- ومن أقواله المشهورة: « والله لو علمت أن رضاء الله عز وجل في أن أقدح ناراً بيدي حتى إذا اضطرمت رميت بنفسي فيها لفعلت؟ ».
- وقال في رسالته إلى علماء الأمة: « أنما تصلح الأمور على أيدي العلماء، وتفسد بهم إذا باعوا أمر الله ونهيه بمعاونة الظالمين الجائرين ».
- وأيضاً مما قاله مُخاطباً علماء الأمة : « أمكنتم الظلمة من الظلم، وزينتم لهم الجور، وشددتم لهم ملكهم بالمعاونة والمقاربة، فهذا حالكم. فيا علماء السوء، محوتم كتاب الله محواً، وضربتم وجه الدين ضرباً، فَنَدَّ والله نَدِيْدَ البعير الشَّارِد، هربا منكم، فبسوء صنيعكم سُفِكت دماء القائمين بدعوة الحق من ذرية النبي، ورُفِعَت رؤوسهم فوق الأسِنَّة، وصُفِّدوا في الحديد، وخَلص إليهم الذل، واستشعروا الكرب، وتسربلوا الأحزان، يتنفسون الصعداء ويتشاكون الجهد ».
- وأيضاً مما قاله مُخاطباً علماء الأمة يحثهم على الأمر بالمعروف والنهي عن المنكر : « قد ميزكم اللّه تعالى حق تمييز، ووسمكم سِمَة لا تخفى على ذي لب، وذلك حين قال لكم: ﴿وَالمُؤْمِنُونَ وَالمُؤمِنَاتُ بَعْضُهُمْ أَوْلِيَاءُ بَعْضٍ يَأْمُرُوْنَ باِلمعْرُوْفِ وَيَنْهَوْنَ عَنِ المُنْكَرِ وَيُقِيْمُوْنَ الصَّلاَةَ وَيُؤْتُوْنَ الزَّكَاةَ وَيُطِيْعُوْنَ اللَّهَ وَرَسُوْلَهُ أُوْلَئِكَ سَيَرْحَمُهُمُ اللَّهُ إِنَّ اللَّهَ عَزِيْزٌ حَكِيْمٌ﴾، فبدأ بفضيلة الأمر بالمعروف والنهي عن المنكر، ثم بفضيلة الآمرين بالمعروف والناهين عن المنكر عنده، وبمنزلة القائمين بذلك من عباده. واعلموا أن فريضة اللّه تعالى في الأمر بالمعروف والنهي عن المنكر إذا أقيمت له استقامت الفرائض بأسرها، هينها وشديدها ».
- ومما رواه الإمام زيد عن آبائه عن النبي ﷺ أنه قال: « إن أفضل الشهداء رجل قام إلى إمام جائر فأمره بتقوى اللّه ونهاه عن معصية الله، وجاهده مقبلا غير مدبر، فقتل وهو كذلك ».

## أسباب النهضة
كان السبب الوحيد الدافع لزيد على هذه النهضة، تنبيه الأمة على زلات ولاة الأمر وتعريفهم مضار الحكم الجائر، يشير الصادق بقوله: ( خير الناس بعدنا مَن ذاكر بأمرنا ودعا إلى ذِكرنا )؛ وكون زيد قاصداً تلك الغاية فشيء لا ينكر خصوصاً بعدما نقرأ في حديث أهل البيت المتواتر ( انما دعا إلى الرضا من آل محمّد ﷺ، ولو ظفر لوفى بما دعا إليه، انما خرج إلى سلطان مجتمع لينقضه ) وقوله لجابر بن عبدالله الأنصاري: إني شهدت هشاماً ورسول الله يُسَب عنده، فوالله لو لم يكن إلا أنا وآخر لخرجت عليه.
تُعرّفنا هذه المصارحة مقاصده العالية، ونيته الحسنى في أمة جده، واسترجاع الإمامة إلى اهلها: تراجمة الوحي ومصدر الحِكم والاسرار. فلقد تلاعب الأُمويون بالدين الإسلامي، تلاعب الصبيان بالكرة.
تحكّم فيه معاوية عشرين عاماً بما شاء له هواه، كما اخبره عن نفسه بقوله:
« اني تضجعت فيها ظهراً لبطن »  وخطبته بالنُّخَيلة بعد صلح الحسن بن عليّ عليه السّلام القائل فيها: « انما قاتلتكم لأتأمّر عليكم، وقد أعطاني الله ذلك وأنتم كارهون، ألا وان كل شيء أعطيتُه الحسن بن عليّ تحت قدميّ لا أفي به » ، شاهد عدل على الغاية المتوخاة له، وانها ليست الا حب الدنيا، ونهمة الاستعمار واتباع المطامع، فلا غرابة إذاً إذا حدث عنه أبو إسحاق الموصلي ، بقوله: كان بين المغنين وبين معاوية ستارة لئلا يظهر ذلك للناس؛ ويقول أبو الفدا في « المختصر من اخبار البشر »: غنّاه بعض المغنين بشعر يحبه وذكر الابيات فطرب وتحرك، حتّى ضرب برجله الأرض وقوله لابنه يزيد وقد استمع عنده ليلة غناء أعجبه فلما أصبح قال له: من ملهيك البارحة ؟ قال: سائب بن خاثر، قال: فأكثرْ له من العطاء.
وهذا أحمد بن حنبل يحدّث في المسند ج 5 ص 347 عن عبد الله بن بريدة الاسلمي قال: دخلت انا وأبي على معاوية فأجلَسنا على الفراش ثمّ أُتينا بالطعام فأكلنا ثمّ أُتينا بالشراب فشرب معاوية ثم ناول أبي فقال: ما شربته منذ حرّمه رسول الله ﷺ. ويقول أبو الفرج في الأغاني ج 2 ص 79: خرج عبد الرحمن بن سيحان سكرانا من دار الوليد بن عثمان، فضربه الحد ثمانين سوطاً مروان بن الحكم أيّام ولايته المدينة، فغاظ معاوية ذلك حينما اقرأه البريد هذه الحادثة، وقال: لو كان حليف أبي العاص لما ضربه، وانما ضربه لكونه حليف حرب بن أمية. ثمّ أمر الكاتب أن يكتب إلى مروان بن الحكم باعطاء ابن سيحان ألفَي درهم ويعلن أنه ضربه على شبهة، ففعل ذلك مروان. ويحدّث الزمخشري في [ ربيع الابرار ] في باب التأديب والحبس والنكال، « إن معاوية بن أبي سفيان قُدّم إليه حمزة السارق فأمر بقطعه، فاستعطفه بهذه الابيات:
قالب:قصية
فأبطل عنه الحد وهو أول حد بطل في الإسلام ».
كما مثلت تلك الأيّام المظلمة موقفه السيّئ في هذه الشريعة المقدسة. ومن هنا مقته الناس، وخرج عليه أهل المدينة فاسرف جيشه المتمرد في دماء الابرياء من الصحابة والتابعين، واتخذ من بقي من الناس عبيداً له في طاعة الله ومعصيته ومن لم يقبل تُضرب عنقه، فبايعوه على ذلك الا رجلاً من قريش قال: أبايعه في طاعة الله، فلم يقبل منه فقُتل.
كانت تلك الفظائع بمرأىً منه ومسمع، يشهد له وصيته أمير الجيش لمّا سيره بإباحة حرم الرسول ثلاثة أيّام ، ذلك الحرم الذي يقول فيه النبيّ: من أخاف أهل المدينة ظالماً لهم اخافه الله وكانت عليه لعنة الله ، ولم يعلمنا التأريخ باستيائه وغضبه حينما اقرأه البريد انتهاب ذلك الجند أموال الابرياء واستباحته الفروج والاعراض ، نعم حمل الينا التاريخ مجازاته مروان بن الحكم بكل جميل لإعانته أمير الجيش على أهل المدينة، فقربه وأدناه وشكر له.

## موقفه معهشام بن عبد الملك
لقد كان زيد مقيم في الشام في ذاك الأيّام المتطاولة، وفي كل يوم يطلب الإذن من هشام ليرفع إليه القصص وفيها الشكايات من سوء معاملة عماله معه، فلم يأذن له ، في حين انه يشاهد الاذن للاذناب ومن لاحظَّه في العلم والعرفان، وإذا أذن له أمر أهل المجلس بالتضايق وعدم التوسع له  لئلا يظهر للناس كلامه وحسن بيانه، ولكن لم يمنعه ذلك من الجواب وأداء المقصود والرد عليه، فكان يُمع هشاماً من الكلام ما هو أحدّمن السيف وأنفذ من السهم.
- قال لزيد في جملة تلك الأيّام وقد احتشد المجلس بأهل الشام: ما يصنع أخوك البقرة ؟غضب زيد حتّى كاد يخرج من أهابه، وقال: سماه رسول الله ﷺ الباقر وأنت تسميه البقرة ؟! لشد اختلفتما، لتخالفه في الآخرة كما خالفته في الدنيا، فيرد الجنة وترد النار [76]، فانقطع هشام عن الجواب وبان عليه العجز ولم يستطع دون أن صاح بغلمانه: أخرجوا هذا الاحمق المائق. فاخذ الغلمان بيده فأقاموه.
- وفي حديث عبد الأعلى الشامي، أن زيداً بن عليّ لما قدم الشام، ثقل ذلك على هشام، لما كان فيه من حسن الخلق وحلاوة اللسان، فشكا ذلك إلى مولى له، فقال: ائذن للناس إذناً عاماً وأحجب زيداً، ثمّ ائذن له في آخر الناس، فإذا دخل عليك وسلم فلا ترد عليه، ولا تأمره بالجلوس فإذا رأى أهل الشام هذا سقط من أعينهم. ففعل بكل ما أشار عليه، اذن للناس وحجبه ثمّ اذن له في آخر الناس ولما دخل عليه قال: السّلام عليك يا أمير المؤمنين، فلم يرد عليه؛ فقال: السّلام عليك يا أحول، فانك ترى نفسك أهلاً لهذا الاسم [77]، فقال له هشام: بلغني أنك تذكر الخلافة وتتمناها ولست هناك وأنت ابن أَمَة، فقال له زيد: انّ الامهات لا يُقعدن بالرجال عن الغايات، وقد كانت ام إسماعيل امة لأم إسحاق فلم يمنعه ذلك ان بعثه الله نبياً وجعله أباً للعرب وأخرج من صلبه خير الانبياء محمّداً ﷺ [78]، وأخرج من إسحاق القردة والخنازير وعبدة الطاغوت.[79] فغضب هشام وأمر بضربه ثمانين سوطاً [80]، فخرج زيد من المجلس وهو يقول: لن يكره قوم حَرَّ السيوف الا ذلوا. فحملت كلمته إلى هشام فعرف انه خارج عليه؛ قال: ألستم تزعمون ان أهل البيت قد بادوا! فلعمري ما انقرض مَن مثْلُ هذا خلَفُهم.[81] وتمثل زيد بهذين البيتين:[82]

وتمثل بهذه الابيات:
- ولما خرج زيد بعث إليه بهذه الأبيات:[84]

## زيد وخالد القسريّ
لما ولى يوسف بن عمر الثقفي العراق لهشام بن عبد الملك أخذ يحاسب خالد بن عبد الله بن يزيد بن اسد بن كرز البجلي ثم القسري على بيت المال، وكان قبله والياً على العراق فحبسه، وعذبه، فادعى خالد أنه اشترى أرضاً بالمدينة من زيد بن علي بعشرة آلاف دينار، فكتب يوسف بن عمر إلى هشام بذلك فاستحضر زيداً وسأله عن الأرض فأنكر واستحلفه فحلف له فخلى سبيله ، وكتب يوسف بن عمر كتاباً ثانياً، يقول فيه: إنّ خالداً ادعى انه أودع مالاً جزيلا عند زيد بن علي، ومحمد بن عمر بن علي بن أبي طالب، وداود بن علي بن عبد الله بن عباس بن عبد المطلب، وسعد بن إبراهيم بن عبدالرحمن بن عوف، وأيوب بن سلمة بن عبدالله بن العباس بن الوليد المخزومي. فكتب هشام إلى عامله بالمدينة أن يحمل إليه الجماعة، فحملهم إليه مكرهين. فقال بعض بني هاشم:
ولما اجتمعوا عند هشام سألهم عن المال فانكروا واستحلفهم فحلفوا وأقرّ بعضهم بانه لم يستفد من خالد سوى الجائزة؛ فقال لهم هشام: انا باعثون بكم إلى يوسف بن عمر ليجمعكم مع خالد، فقال زيد: نشدتك الله يا هشام والرحم إلا تبعث بنا إليه فانا نخاف ان يتعدى علينا، فقال: كلاّ انا باعث معكم رجلاً من الحرس يأخذه بذلك. ثمّ كتب إلى يوسف بن عمر: أما بعد، فإذا قدم عليك فلان وفلان فاجمع بينهم وبين خالد فان اقروا بما ادّعى عليهم فسرّح بهم إليّ، وإن أنكروا فاسأله البيّنة، فإن لم يُقِمْها فاستحلفهم بعد صلاة العصر، بالله الذي لا إله إلا هو ما استودعهم وديعة ولا له قبلهم شيء ثمّ خلِّ سبيلهم ، وبعث هشام بهم إلى العراق واجتنب أيوب بن سلمة لخؤلته فإنّ ام هشام بن عبد الملك ابنة هشام بن إسماعيل بن هشام بن الوليد المخزومي وهو في اخواله ، فقدموا على يوسف بن عمر فسألهم عن المال فأنكروا ثمّ قال زيد: كيف يودعني المال وهو يشتم آبائي على منبره ؟! ؛ فأخرج خالداً إليهم وقال له: هؤلاء الذي ادّعيت عندهم، فاعترف بأنه لم يكن له عندهم شيء، فغضب يوسف وقال: أفبي تهزأ أم بأمير المؤمنين ؟! وضربه حتّى خُشي عليه الهلاك، فقال زيد لخالد: ما الذي دعاك إلى ذلك ؟ قال: شدة العذاب ورجوت به الفرج.

## استجارة أهل الكوفة
اقام زيد بن علي بالكوفة أيّاماً بعد ان وضح حاله للوالي وعرف براءته من تلك التهمة، ثمّ قفل راجعاً إلى المدينة. وفي القادسية أو الثعلبية لحقه جماعة من أهل الكوفة واستجاروا به من جور الأمويين وظلمهم وطلبوا منه المصير إلى بلادهم، وقالوا له: نحن اربعون الفاً نضرب باسيافنا دونك، وليس عندنا من أهل الشام إلا عدة وبعض قبائلنا يكفيهم باذن الله تعالى. وأعطوه العهود والمواثيق إلاّ يخذلونه، فقال لهم: اني أخاف ان تفعلوا معي كفعلكم مع أبي وجدي. فحلفوا له بالايمان المغلظة على ان يجاهدوا بين يديه ، فلما عزم على موافقتهم عرفه جماعة ممن يمحضه الود والنصيحة غدر أهل الكوفة وانهم لا ثبات لهم في قول ولا عمل.
حسب هؤلاء الناصحون له أنه لم يصل إلى ما يعرفونه في أولئك على نقض العهود والمواثيق، فاشاروا عليه بالإعراض عن الكوفة فإن نتيجة وفاقهم القتل، ولكنهم لم يقفوا على الغاية المقصودة له من تعريف الملأ البدع التي أحدثها الامويون، وكادت ـ لولا هذه النهضات المقدسة من العلويين ـ تقضي على الدين باسرع وقت. ورأى مرة ثانية كانه أضرم ناراً في العراق ثمّ اطفأها ومات، فقصّها على ابنه يحيى فعبّرها بالخروج على هشام. ومن هنا كان يقول لهشام حين أمره بالخروج إلى الكوفة لموافقة يوسف بن عمر الثقفي: نشدتُك بالله يا أمير المؤمنين ألاّ تبعثني إليه، فوالله لا آمن إن بعثتني إليه ألاّ أجتمع أنا وأنت حيّين على ظهر الأرض بعدها، فقال له: الحق بيوسف كما تُؤمر، فقدم عليه ، وكان الأمر كما قال. وينضاف إلى ذلك ما تلقّاه من آبائه عن النبيّ الموحى إليه على لسان جبرئيل من القتل والصلب والحرق، وإليه يشير بقوله لجابر بن عبد الله: لو لم أكن إلاّ أنا وآخر لخرجتُ عليه. يريد أنّ الخروج على هشام والقتل في هذا السبيل أمر محتّم من الله، لأن فيه أسراراً ومصالح أهمّها اظهار مظلوميّة آبائه.

## تحذيره من أهل الكوفة
لما أجاب أهل الكوفة ورجع إليها عظم ذلك على صحبه وأهل بيته، فبالغوا في تخويفه وعرّفوه عواقب هذا الوفاق لما عليه أولئك الخونة من الشقاق والميل إلى الاطماع.
ولم يعزب عن علم زيد ما يصير إليه امره من القتل، ولا كان يخفى عليه غرائز الكوفيين الغدرة بسلفه الطاهر، فقد انتهى إليه العلم القطعي من آبائه الهداة عن جده النبيّ بما سوف ينتابه من المحن ويعانيه من السياسة القاسية، لكنه كغيره من قادة الإصلاح الناهضين لم يحصر أثر الوثبة في وجه الفساد بخصوص الاستيلاء على قطر تتقلص عنه بقوة بأسه عوامل الفساد فيتخذه قاعدة سطوته، فتارة يقول: شهدت هشاماً ورسول الله ﷺ يُسَبّ عنده فلم يُغيّره، فو الله لو لم يكن إلا انا وآخر لخرجت عليه، وأخرى يقول: ان هشاماً أخرجنا اسرى على غير ذنب من الحجاز ثمّ إلى الجزيرة ثمّ إلى العراق ثمّ إلى تيس ثقيف يلعب بنا، وثالثة يقول: ان أهل الكوفة بايعوني وقد وجبتْ بيعتهم في عنقي، ورابعة يقول: انهم كتبوا إليّ يسألون القدوم عليهم.
وفي ذلك كله دلالة على ان هناك علماً لا يستطيع بثه لعدم القابل لتحمله. وبالرغم من أيّ وهن صوري يجده في طريقه، وتخاذل يبلغه عن الكوفيين ، مشى إلى مصرعه قِدماً. وكان كلما اشتد عليه الأمر لم يزدد إلا نشاطاً وفرحاً بقرب الغاية وبلوغ الأُمنيّة حتّى لفظ آخر نفس.

## دخوله الكوفة
دخل الكوفة في شهر شوال سنة مائة وعشرين وقيل تسع عشرة، فاقام بالكوفة خمسة عشر شهراً وفي البصرة شهرين ، فأخذت الشيعة وغيرهم من المحكِّمة  تختلف إليه يبايعونه فبلغ ديوانه خمسة وعشرين ألفاً وقيل اربعون ألفاً  وقال أبو معَّمر: بلغ ثمانين الفاً  كلهم من أهل الكوفة، وبايعه من أهل المدائن والبصرة وواسط والموصل والجزيرة والريّ وخراسان وجرجان  خلق كثير، وفيمن بايعه من أهل الكوفة نصر بن خزيمة العبسي، ومعاوية إسحاق بن زيد بن حارثة الانصاري، وحجية الأجلح الكندي ، وكان نصر على إحدى مجنبته، وكان معمر بن خيثم وفضيل الرسان يُدخلان الناس عليه وعليهم براقع لئلا يُعرَف موضع زيد.
وبايعه من فقهاء الكوفة وقضاتها ومحدّثيها عدد كثير نذكر بعضاً ممن وقفنا عليه كمثل تتعرف منه القراء أن زيداً لم يتبعه سواد الناس ومن لا معرفة له بمقاصد الرجال الناهضين، بل الذين اتبعوه مع هؤلاء خواص الناس ومن لهم المعرفة التامة بالسبب الدافع لزيد على هذه النهضة الهاشمية التي لم يقصد بها إلا إحياء السنّة واقامة العدل، ثمّ انه أخذ يرسل دعاته إلى من تخلف من الناس في الكوفة وسائر الأمصار، وكان من رسله الفضل بن الزبير بعثه إلى أبي حنيفة يدعوه إلى بيعته فأبلغه الفضل رسالة زيد، فذكره أبو حنيفة بكل جميل وألزم الخروج معه وبعث إليه بثلاثين الف درهم ويقال دينار معونةً على جهاد عدوه. وذكر الخوارزمي أن أبا حنيفة قال: لو علمت أن الناس لا يخذلونه كما خذلوا اباه لجاهدت معه لأنه إمام بحق، ولكن أُعينه بمالي. ثمّ بعث إليه بالمال وقال للرسول: أبسط عذري عنده. وسئل أبو حنيفة عن خروج زيد فقال: ضاهى خروج رسول الله يوم بدر، فقيل له: لمَ تخلفت عنه ؟ فقال: حبستني عنه ودايع الناس عرضتها على ابن أبي ليلى فلم يقبل، فخفت أن اموت مجهلاً، وكان كلما ذكر خروج زيد بكى.
ومن دعاته يزيد بن أبي زياد الفقيه مولى بني هاشم وصاحب عبد الرحمن بن أبي ليلى، بعثه إلى الرقة فاجابه إلى بيعته عدد كثير من أهلها وفيهم عبدة بن كثير الجرمي، فكان هو والحسن بن سعيد الفقيه رسولاه إلى خراسان. ومن دعاته أبو اليقظان عثمان بن عمير الفقيه بعثه إلى الأعمش سليمان بن مهران. وبعث سالم بن الجعد إلى زبيد الفقيه، ومن دعاته منصور بن المعتمر السلمي المحدث، بعثه يدعو الناس إليه فقُتل زيد وهو غائب، وخاف أن يكون مقصِّراً فصام سنة رجاء ان يُكفر ذلك عنه، ثمّ خرج بعد ذلك مع عبد الله بن معاوية بن عبد الله بن جعفر الطيار.
لم يمنع أولئك الفقهاء من الخروج معه إلاّ تخاذل الناس عنه وخوف السلطان. وكان الأعمش يقول: لولا ضرارة بي لخرجت معه، والله ليخذلنه أهل العراق وليسلمنّه كما فعلوا بجده وعمه.

## ماهي البيعة
كانت البيعة التي أخذ الناس عليها: الدعوة إلى كتاب الله وسنة نبيه وجهاد الظالمين والدفع عن المستضعفين واعطاء المحرومين وقسمة الفيء بين المسلمين بالسوية وردّ المظالم ونصرة أهل البيت على من نصب لهم العداوة وجهل حقهم. فكان يقول للناس: اتُبايعوني على ذلك ؟ فإذا قالوا: نعم، وضع يده على يد من بايعه ثمّ يقول عليك عهد الله وميثاقه وذمته وذمة رسوله لتفينّ ببيعتي ولتقاتلن عدوي ولتنصحن لي في السر والعلانية. فإذا قالوا: نعم، مسح يده على يده ثمّ قال: اشهدوا عليه.
ولما تمت البيعة لزيد وخفقت الألوية على رأسه قال: الحمد لله الذي اكمل لي ديني، والله اني كنت لاستحي من رسول الله ﷺ أن أرِد عليه الحوض غداً ولم آمر في امته بمعروف ولم أنهَ عن منكر ، والله ما ابالي إذا اقمت كتاب الله وسنة نبيه ﷺ ان أُجّجت لي نار وقذفت فيها ثمّ صرت بعد ذلك إلى رحمة الله، والله لا ينصرني أحد إلا كان في الرفيق الأعلى مع محمّد وعليّ وفاطمة والحسن والحسين. وَيْحكم: أما ترون هذا القرآن بين أظهركم جاء به محمّد صلّى الله عليه وآله ونحن بنوه، يا معشر الفقهاء، ويا أهل الحجاز، أنا حجة الله عليكم وهذه يدي مع أيديكم على ان نقيم حدود الله ونعمل بكتاب الله ونقسم فيئكم بالسوية، فسلوني عن معالم دينكم فان لم انبئكم عما سُئلتم فولوا من شئتم ممن علمتم انه اعلم مني، والله لقد علمت علم أبي علي بن الحسين وعلم علي بن أبي طالب وصي رسول الله ﷺ وعيبة علمه، والله ما كذِبت كذبة منذ عرفت يميني من شمالي، ولا انتهكت محرّماً لله يؤاخذني به.

## موقف الإمام زيد بن علي من أبوبكر وعمر بن الخطاب
جاء إليه جماعة من رؤساء أهل الكوفة وذوي البصائر وأهل الحل والعقد فسألوه عما يراه في أبي بكر وعمر فقال لهم : (ما سمعت أحداً من آبائي تبرّأ منهما، ولا يقول فيهما إلاّ خيراً)، فلم يقتنع القوم منه بهذا بعد أن كان غرضهم حلّ عُرى العهود والمواثيق الصادرة منهم، فاتخذوا علامة التبرّي من الخلفاء ذنباً يستوجب به عدم النصرة والمحاماة، وصاحوا بأجمعهم: إنك لم تطلب بدم أهل هذا البيت إلاّ أن وثبا على سلطانكم فانتزعاه من أيديكم.
فقال زيد: إن أشد ما أقول فيما ذكرتم أنّا كنا أحق بسلطان رسول الله ﷺ من الناس أجمعين، وإن القوم استأثروا علينا ودفعونا عنه ولم يبلغ ذلك عندنا بهم كفراً، قد وُلوا فعدلوا في الناس أجمعين، وعملوا بالكتاب والسنة، فقالوا له: إذا لم يظلمك أولئك فلِم يظلمك هؤلاء، فلم تدعو إلى قتال قوم ليسوا لك بظالمين ؟ فقال: إن هؤلاء ظالمون لي ولكم ولأنفسهم؛ وإنما ندعوكم إلى كتاب الله وسنة نبيه ﷺ وإلى السنن أن تُحيى وإلى البدع أن تُطفأ، فان أنتم أجبتمونا سُعدتم وإن أنتم أبيتنم فلست عليكم بوكيل، ففارقوه ونكثوا بيعته.
فتبرأ زيد منهم وصاح: فعلوها حسينية. ولما بلغ الصادق عليه السّلام حديثهم معه تبرأ منهم؛ وقال: برئ الله ممّن تبرّأ من عمّي زيد. وقال لجماعة من أهل الكوفة سألوه عن زيد والدخول في طاعته: (هو والله خيرنا)، فكتموا ما أمرهم به وتفرقوا عنه.

## غدر أهل الكوفة بزيد
جاء إليه جماعة من الرؤساء وذوي البصائر وأهل الحل والعقد فسألوه عما يراه في أبي بكر وعمر فتلكّأ واحتبس وما يدري ماذا يجب في ذلك الحال الرهيب حال التجمع والتحزب والتألف والتجمهر كله لمكافحة الباطل والضلال، وكيف لا يرتكب المجاز في القول فقال لهم في الجواب:(ما سمعت أحداً من آبائي تبرّأ منهما، ولا يقول فيهما إلاّ خيراً) ، فلم يقتنع القوم منه بهذا بعد أن كان غرضهم حلّ عُرى العهود والمواثيق الصادرة منهم، فاتخذوا علامة التبرّي من الخلفاء ذنباً يستوجب به عدم النصرة، وصاحوا باجمعهم: إنك لم تطلب بدم أهل هذا البيت إلاّ أن وثبا على سلطانكم فانتزعاه من أيديكم.
فقال زيد: ان أشد ما أقول فيما ذكرتم أنّا كنا أحق بسلطان رسول الله ﷺ من الناس أجمعين، وإن القوم استأثروا علينا ودفعونا عنه ولم يبلغ ذلك عندنا بهم كفراً، قد وُلوا فعدلوا في الناس أجمعين، وعملوا بالكتاب والسنة، فقالوا له: إذا لم يظلمك أولئك فلِم يظلمك هؤلاء، فلم تدعو إلى قتال قوم ليسوا لك بظالمين ؟ فقال: ان هؤلاء ظالمون لي ولكم ولانفسهم؛ وإنما ندعوكم إلى كتاب الله وسنة نبيه ﷺ وإلى السنن أن تُحيى وإلى البدع أن تُطفأ، فان أنتم أجبتمونا سُعدتم وإن أنتم أبيتنم فلست عليكم بوكيل، ففارقوه ونكثوا بيعته.
فتبرأ زيد منهم وصاح: فعلوها حسينية. ولما بلغ الصادق عليه السّلام حديثهم معه تبرأ منهم؛ وقال: برئ الله ممّن تبرّأ من عمّي زيد. وقال لجماعة من أهل الكوفة سألوه عن زيد والدخول في طاعته: ( هو والله سيدنا وخيرنا ) ، فكتموا ما أمرهم به وتفرقوا عنه.

## المواجهة الكُبرى ونكث أهل الكوفة لبيعة الإمام زيد
- بعث يوسف بن عمر الثقفي القائد الأموي بعض رجاله إلى شوارع الكوفة لإثارة الرعب في قلوب الأهالي، ودعوة الناس إلى الاجتماع في المسجد الأعظم، وحظر التجول وحمل السلاح، وبث الإشاعات عن الجيش القادم من الشام.
ولكن الإمام زيد توجه مع من بقي من أنصاره لرفع الحصار عن أهل المسجد وطمأنة أهل الكوفة، وفي طريقه إلى المسجد وقعت بينه وبين جند الأمويين مواجهة عنيفة كان النصر فيها حليفه، ولما وصل إلى جوار المسجد نادى أصحابه بشعاره (يا منصور أمت) وأدخلوا الرايات من نوافذ المسجد، وكان نصر بن خزيمة ينادي: « يا أهل الكوفة اخرجوا من الذل إلى العز ومن الضلال إلى الهدى اخرجوا إلى خير الدنيا والآخرة فإنكم لستم على واحد منها »، ولكنهم حنوا إلى طبعهم القديم (الغدر والخيانة)، واعتذروا بالحصار الموهوم.
وانتشر أصحاب زيد في الكوفة وأمرهم زيد أن ينادوا: من ألقى سلاحه فهو آمن. وأخذ يطارد بقايا جند الأمويين في محاولة لتطهير الكوفة منهم، وفجأة ظهر جنود الأمويين القادمون من الحِيْرة؛ فاشتبك أصحاب الإمام معهم وقاتلوا قتالا شديداً حتى ردوهم على أعقابهم، ثم جمع زيد أصحابه ونادى فيهم: « انصروني على أهل الشام فوالله لاينصرني رجل عليهم إلا أخذت بيده حتى ادخله الجنة، ثم قال: واللـه لو علمت عملا هو أرضى لله من قتال أهل الشام لفعلته، وقد كنت نهيتكم أن لا تتبعوا مدبراً ولا تجهزوا على جريح ولا تفتحوا باباً مغلقا ».
واستمرت المواجهة بين المعسكرين، وكان جنود الأمويين يتزايدون بينما كان جند الإمام زيد ينقصون، والتفت الإمام زيد إلى نصر بن خزيمة وقال له: يا نصر أخاف أهل الكوفة أن يكونوا قد فعلوها حسينية! فقال نصر: جعلني اللّه فداك أما أنا فوالله لأضربن بسيفي بين يديك حتى أموت!!
قاتل زيد وأصحابه فلم يجرؤ أحد على مواجهتهم أو مبارزتهم، وحين شعر الأمويون أنه لا قدرة لهم على المواجهة تحصنوا خلف الكثب والجدران، وأخذوا يمطرون الإمام زيد وأصحابه بوابل من السهام.
وسُمِع ـ في مقدمة الجيش ـ صوت الإمام زيد يرتفع قائلا: الشهادة.. الشهادة.. الحمد لله الذي رزقنيها! فهرعوا إلى مكان الصوت، فأصيب بسهم في جبهته، فارتفع صوته بتلك الكلمات.

## صفة الحرب
لمّا عرّف زيد من يوسف بن عمر الثقفي التطلب له والاستبحاث عن أمره وتتبع شيعته، وبلغه خبر الرجلين الذين أُخذا وقُتلا، خاف على نفسه ان يؤخذ غيلة فتعجل الخروج قبل الأجل الذي كان بينه وبين الامصار  وأمر من ثبت معه بالتهيؤ والاستعداد. وكان ظهوره بالكوفة ليلة الأربعاء أول ليلة من صفر سنة مائة وإحدى وعشرين.
قال ابن جرير: جمع الحكم بن الصلت أهل الكوفة في المسجد الاعظم قبل خروج زيد، وبعث إلى العرفاء والشرطة والمناكب والمقاتلة فحصرهم في المسجد، ومكث الناس ثلاثة أيّام وثلاث ليالي في المسجد الأعظم يُؤتى إليهم بالطعام والشراب من منازلهم. ونادى مناديه إلى أن أمير المؤمنين يقول: من أدركْنا زيداً في رحله فقد برئت منه الذمة. وكان يومئذ على ربع المدينة إبراهيم بن عبدالله بن جرير البجلي، وعلى ربع مذحج واسد عمر وابن أبي بذل العبدي، وعلى ربع كندة وربيعة المنذر بن محمد بن الأشعث بن قيس الكندي، وعلى ربع تميم وهمدان محمد بن مالك الهمداني ثم الخيواني.
وفي يوم الثلاثاء قبل خروج زيد أمر الحكم بن الصلت بدروب السوق فغُلقت وغلقت أبواب المسجد على أهل الكوفة وبعث إلى يوسف بن عمر وهو بالحيرة يُعلمه الحال، فأمر يوسف مناديه فنادى في اصحابه من يأتي الكوفة ويقترب من هؤلاء القوم، فركب جعفر بن العباس الكندي في خمسين فارساً حتّى انتهى إلى ( جبانة سالم السلوي )  فعرف موضعهم ورجع إليه.
وفي ليلة الأربعاء أول ليلة من صفر طلبوا زيداً في دار معاوية بن إسحاق بن زيد بن حارثة الانصاري، فلم يجدوه لانه خرج من دار معاوية وفي ليلة شديدة البر ذي ظلمة، واصحابه يستضيئون بالهراوي يشعلون فيها النار، وما زالوا على هذا الحال طول ليلهم وشعارُهم كاصحاب بدر يا منصور أمت.
وفي صباح يوم الأربعاء خرج يوسف بن عمر إلى تل قريب من الحيرة فنزل عليه ومعه جماعة من كبار قريش واشراف الناس، وبعث الريان بن سلمة الاراشي في الفين وثلثمائة من القيقانية معهم النشاب قوةً لصاحب شرطته العباس بن سعيد المزني.
وفي هذا اليوم بعث ( زيد ) القاسم بن كثير بن يحيى بن صالح بن يحيى بن عزيز بن عمرو بن مالك بن خزيمة التنعي ثمّ الحضرمي؛ رجلاً آخراً يقال له ( صدام ) يناديان بشعارهما: يا منصور أمت، فالتقيا مع جعفر بن العباس الكندي في صحراء عبد القيس واقتتلا معهم فقُتل صدام وارتُثّ القاسم فأُسِر وجيء به إلى ابن الصلت فكلمه فلم يردّ عليه فامر به فضُربت عنقه على باب القصر، فقالت ابنته سكينة ترثيه:
لم يواف زيداً ممن بايعه في هذا اليوم غير مائتين وثمانية عشر رجلاً، فقال زيد: سبحان الله! اين الناس ؟ قيل: انهم محصورون في المسجد الأعظم، قال: والله ما هذا لمن بايعنا بعذر. وسمع نصر بن خزيمة النداء فأقبل إليه ولقي عمرو بن عبد الرحمن صاحب شرطة الحكم بن الصلت في خيله من جهينة عند دار ( الزبير بن حكيمة ) في الطريق الخارج إلى مسجد بني عدي، فقال نصر بن خزيمة: يا منصور أمت فلم يردّ عليه شيئاً فحمل عليه نصر واصحابه فقتل عمرو بن عبد الرحمن، وانهزم من كان معه، واقبل نصر بن خزيمة إلى زيد فالتقى معه في جبانة الصائدين ؛ وفيها خمسمائة من أهل الشام فحمل عليهم زيد فيمن معه فهزمهم، وتحت زيد برذون بهيم اشتراه رجل من بني نهد ابن كهمس بن مروان النجاري بخمسة وعشرين ديناراً، ثمّ صار بعد زيد إلى الحكم بن الصلت. وانتهى زيد إلى باب رجل من الازد يقال له انس بن عمرو وكان ممن بايعه، فناداه زيد: يا انس اخرج إلي رحمك الله، فقد جاء الحق وزهق الباطل ان الباطل كان زهوقا، فلم يخرج إليه. فقال زيد: ما اخلفكم، قد فعلتموها، الله حسيبكم.
ومضى زيد حتّى انتهى إلى الكناسة وكان بها جماعة من أهل الشام فحمل عليهم وهزمهم، ثمّ خرج حتّى اتى الجبانة وكانت فيما بين الحيرة والكوفة ويوسف بن عمر الثقفي على تل قريب من الحيرة، معه من قريش واشراف الناس نحو مائتي رجل فيهم حزام بن مرة المزني، وزمزم بن سليم التغلبي ولو اقبل على يوسف لقتله، وكان الرّيان بن سلمة يتبع أثر زيد في أهل الشام فمانعه عن التوجه نحو يوسف بن عمر فأخذ زيد على مصلى خالد بن عبد الله القسري حتّى دخل الكوفة، وقد انشعب اصحابه لمّا قصد الجبانة فذهب بعضهم نحو جبانة مخنف بن سليم، ثمّ تراجعوا إلى جبانة كندة. وبينا هم يسيرون اذ طلعت عليهم خيل اصحاب يوسف بن عمر، فلما رأوهم دخلوا زقاقاً ونجوا منهم إلا رجلاً دخل مسجداً يصلي فيه ركعتين وبعد ان فرغ خرج إلى اصحاب يوسف وقاتلهم فتكاثروا عليه وصرعوه وحمل عليه رجل بعمود فقتله، وخرج أولئك النفر الذين دخلوا الزقاق وقاتلوا اصحاب يوسف بن عمر، فاقتطع أهل الشام منهم رجلاً دخل دار عبد الله بن عوف فهجموا عليه وأسروه واتوا به إلى يوسف بن عمر فقتله.
ولما دخل زيد الكوفة أشار عليه نصر بن خزيمة بالتوجّه نحو المسجد الاعظم لاجتماع الناس فيه، فقال له زيد: انهم فعلوها حُسينيةً، فقال نصر: أمّا انا فاضرب معك بسيفي هذا حتّى أُقتل.
وبينا يسير زيد نحو المسجد الاعظم، إذ طلع عليه عبيد الله بن العباس الكندي في أهل الشام والتقى معه على باب عمر بن سعد بن أبي وقاص فاراد الحملة عبيدالله وتكعكع مولاه سلمان وبيده اللواء فصاح به: احمل يا بن الخبيثة، فحمل عليهم ولم ينصرف حتّى خضب اللواء بالدم وضرب واصل الحناط عبيد الله وقال: خذها وانا الغلام الحناط، فلم تعمل فيه شيئاً، وقال عبيدالله: قطع الله يدي ان اكلت بتفيز ابداً. ثمّ ضرب الحناط فلم يصنع شيئاً. واشتد القتال بينهم، ولكثرة من قتل من اصحاب عبيدالله فر بمن بقي معه وانتهى إلى دار عمرو بن حريث وكانت في ( السبخة ) قريبة من المسجد الاعظم.
وأقبل زيد باصحابه وانتهى إلى باب الفيل فأدخل اصحابه راياتهم من فوق الأبواب وهم يقولون: يا أهل المسجد اخرجوا إلى العز، اخرجوا إلى الدين والدنيا فانكم لستم في دين ولا دنيا. فاشرف عليهم أهل الشام يرمونهم بالحجارة من فوق المسجد.
وفي عشية الأربعاء انصرف الريان بن سلمة إلى الحيرة وخرج زيد فيمن معه فنزل ( دار الرزق ) فاتاه الريان بن سلمة وقاتله هناك قتالاً شديداً. فخرج بعض اصحاب الريان وقُتل منهم كثير وفرّ الباقون، فتبعهم اصحاب زيد من دار الرزق حتّى انتهوا إلى المسجد ورجع أهل الكوفة عشية الأربعاء بأسوأ حال.
وفي صباح يوم الخميس الثاني من صفر بعث يوسف بن عمر العباس بن سعيد المزني صاحب الشرطة في جماعة من أصحابه فاتوا زيداً وهو في ( دار الرزق ) فاقتتلوا هناك والطريق متضايق بخشب كثير للنجار، وعلى ميمنة زيد وميسرته نصر بن خزيمة العبسي، ومعاوية بن اسحاق الأنصاري، فصاح العباس باصحابه: الأرض الأرض، فنزلوا عن خيولهم واشتد القتال، فضرب نائل بن فروة نصر بن خزيمة على فخذه، وضربه نصر فقتله، ولم يلبث نصر ان مات. وقتل في هذه الصدمة من اصحاب العباس بن سعيد نحو من سبعين رجلاً وفرّ الباقون.
وفي عشية الخميس عبّأ يوسف بن عمر الثقفي اصحابه وسيّرهم إلى زيد فاقتتلوا ثمّ كشفهم زيد إلى ( السبخة ) واشتد القتال فيها، فكانت الدبرة على أصحاب يوسف بن عمر، وتبعهم زيد بمن معه حتّى اخرجهم إلى بني سليم، وطاردهم في خيله ورجاله فاخذوا طريق المسناة، ثمّ ظهر لهم فيما بين ( بارق ورؤاس ) فقاتلهم، وصاحب لوائه عبد الصمد بن أبي مالك بن مسروح من بني سعد بن زيد حليف العباس بن عبد المطلب، وكان مسروح السعدي متزوجاً صفية بنت العباس بن عبد المطلب. وتمثل زيد يوم السبخة بأبيات ضرار بن الخطاب الفهري التي قالها يوم الخندق:
وفي حديث محمد بن فرات الكوفي: كان الناس ينظرون إلى زيد يقاتل يوم السبخة وعلى رأسه صفراء تدور معه حيثما دار.
وبينا زيد يقاتل اصحاب يوسف بن عمر اذ انفصل رجل من كلب على فراس له رائع، وصار بالقرب من زيد فشتم الزهراء فاطمة، فغضب زيد، وبكى حتّى ابتلت لحيته، والتفت إلى من معه وقال: اما أحد يغضب لفاطمة، أما أحد يغضب لرسول الله ﷺ، اما أحد يغضب لله ؟! قال سعيد بن خيثم: اتيت إلى مولى لي كان معه مشمل  فاخذتُه منه وتسَترت خلف النظارة والناس يومئذ فرقتان مقاتلة ونظارة، ثمّ صرت وراء الكلبي وقد تحول من فرسه وركب بغلة فضربته في عنقه فوقع رأسه بين يدي البغلة، وشد اصحابه عليّ وكادوا يرهقوني، فلما رأى اصحابنا ذلك كبروا وحملوا عليهم واستنقذوني، فركبت البغلة واتيت زيداً فقبل بين عيني وقال: ادركتَ والله ثارنا، ادركت والله شرف الدنيا والاخرة وذخرهما، ثمّ اعطاني البغلة.
وسار زيد حتّى انتهى إلى الجسر ونادى اصحابه: والله لو كنت اعلم عملاً أرضى لله من قتال هؤلاء لفعلته. وقد كنت نهيتكم ألاّ تُتْبعوا مدبراً، ولا تجهزوا على جريح؛ ولا تفتحوا باباً مغلقاً، ولكني سمعتهم يسبون علياً عليه السّلام فاقتلوهم من كل وجه، فوالله لا ينصرني رجل عليهم اليوم إلا اخذت بيده وادخلته الجنة.
واشتد القتال فكانت خيل أهل الكوفة لا تثبت لخيل اصحاب زيد، فبعث العباس بن سعيد المزني إلى يوسف بن عمر الثقفي يستمده الرجال والخيل فمده بسليمان بن كيسان الكلبي في القيقانية والبخارية وهم نشابة؛ وحرص زيد حين انتهوا إليه ان يصرفهم نحو السبخة فيم يتمكن. وفي هذه الصدمة قاتل معاوية بن إسحاق حتّى قتل، وكان زيد يتمثل:
ولمّا جنح الليل من ليلة الجمعة الثالثة من صفر سنة 121 هـ رُمي زيد بسهم غرب اصاب جبهته ووصل إلى الدِّماغ  فرجع زيد ورجع اصحابه ولم يظن اصحاب يوسف بن عمر إلاّ انهم رجعوا للمساء والليل. وكان الرامي له مملوك ليوسف بن عمر اسمه راشد، ويقال من اصحابه اسمه داود بن كيسان.
وجاء بزيد اصحابُه فأدخلوه بيت حران بن كريمة مولى لبعض العرب في سكة البريد  في دور ارحب وشاكر، وجاءوا بطبيب يقال له شقير، وفي مقاتل أبي الفرج اسمه سفيان. فقال له الطبيب: ان نزعتُه من رأسك مت، فقال: الموت اهون علَيّ مما انا فيه، فخذ الكلبتين فانتزعه. فساعة انتزعه مات رضوان الله عليه، ولعن قاتله وخاذله.
وقال سلمة بن الحر بن الحكم: في قتل زيد:

## زيد وتقدير عمره
اتفق جمهور المؤرّخين على أنه مات وله اثنتان واربعون سنة ، وحدّده ابن العماد في شذرات الذهب بثلاث واربعين، وابن خرداد بثمان واربعين، وعلى تصحيحنا لتقدير الولادة يكون عمره ستاً وخمسين أو سبعاً وخمسين. وتقدم اختيار ما اتُّفق عليه في تحديد سنة موته بالواحدة والعشرين بعد المائة الشيخ الطوسي في المصباح، والمسعودي في مروج الذهب، وابن قتيبة في المعارف، واليافعي في مرآة الجنان ج 1 ص 257، وأبو الحسن الدياربكري في تأريخ الخميس ج 2 ص 357، وابن العماد في شذرات الذهب ج 1 ص 58، ونص ابن جرير في باب مقتل زيد على الاثنتين والعشرين بعد المائة، ولم يخالف أحد في تعيين شهر موته في [ صفر ] وتواتر الحديث بقتله في الثالث من صفر إلا محمّد بن إسحاق خصه بالنصف منه.

## وفاته
قتل زيد بن علي بالثاني من شهر صفر من عام 122ھ .

## مواراة الجسد
لما قُتل اختلف اصحابه في دفنه ومواراته بصورة تخفى عن الاعداء خوفاً من اخراجه والتمثيل به، فقال بعضهم: نُلبسه درعه ونطرحه في الماء ، وهذه الوسيلة تمنّاها الصادق، فقد قال لسليمان بن خالد: كم بين الموضع الذي واروه فيه وبين الفرات؟ قال سليمان: قذفة حجر، فقال الصادق: سبحان! الله أفلا كنتم أوقرتُموه حديداً وقذفتموه في الفرات وكان أفضل؟!.
ويمكن ان يدلنا الحديث على ان المكان المعروف له اليوم الذي يزار ويتبرك به لم يكن محل دفنه لبُعده عن الفرات بنحو ست فراسخ، فاين يقع منه قذفة الحجر ؟!
واشار بعض من حضر من اصحابه بدفنه في العباسية  وهي النخيلة. وارتأى اخرون حز رأسه وإلقاءه بين القتلى  حتّى لا يعرف، فلم يوافق ابنه يحيى على هذا الرأي وقال: لا والله، لا تأكل لحم أبي الكلاب ، يشير إلى ان هذه الوسيلة لإخفاء الجسد عن الاعداء لا يدفع محذور التمثيل به، فان الكلاب لا تصل إليه وتتحاماه فيوجب ذلك اهتداء الاعداء إليه فيعود المحذور. قال سلمة بن ثابت: لما كثر الخلاف بين اصحابه أشرت عليهم ان ننطلق به إلى نهر هناك وندفنه فيه، فقبلوا الرأي وكان في النهر ماء كثير حتّى إذا امكنا له دفناه ، ووضعنا عليه الحشيش والتراب وأُجري عليه الماء  وكان النهر في بستان رجل يقال له [ زائدة ]  وقيل يعقوب.

## اخراجه بعد الدفن
دخل يوسف بن عمر الكوفة بعد قتل زيد وتطلب مكان دفنه، ونادى مناديه، الا من اخبر بمكان دفنه فله الجائزة، فجاءه الطبيب الذي اخرج السهم وكان حاضراً دفنه فاعلمه بمكانه  وكان مملوكاً لعبد الحميد الرؤاسي. وقيل: انّ مملوكاً سندياً لزيد بن علي اخبر بمكان دفنه. وحدّث أبو مخنف عن كهمس: ان نبطياً كان يسقي زرعاً له بتلك الناحية رآهم حين دفنوه فاخبر به. وبعد ان استبان للوالي موضع دفنه، بعث العباس بن سعيد المزني، وفي نقل آخر بعث الحجاج بن القاسم بن محمد بن أبي عقيل ، ويقال بعث خراش بن حوشب بن يزيد الشيباني وكان على شرطة يوسف بن عمر.
وحُمل الجسد على جمل وكان عليه قميص هروي، فأُلقي على باب القصر. فامر يوسف بن عمر بقطع رأسه وفي حديث أبي مخنف قطعَ رأسَه ابن الحكم بن الصلت، فان الحكم ابن الصلت بعث ابنه، وصاحب الشرطة العباس بن سعيد المزني لاستخراج زيد، فكره العباس ان يغلب ابن الحكم عليه فتركه وسرح الحجاج بن القاسم بن محمد بن الحكم ابن أبي عقيل بشيراً إلى يوسف بن عمر الثقفي. فقال أبو الجويرة مولى جهينة:

## الرأس المقدس
لما قطع يوسف بن عمر رأسه بعث به وبرؤوس اصحابه إلى هشام بن عبد الملك مع زهرة بن سليم، وفي ضيعة ام الحكم ضربه الفالج فانصرف واتته جائزته من هشام ، ودفع هشام لمن اتاه بالرأس عشرة دراهم، ونصبه على باب دمشق ، ويروي  انه ألقى الرأس امامه فاقبل الديك ينقر رأسه فقال بعض من حضر من الشاميين.
اطردوا الديك عن ذُؤابة زيدٍ		فـلقد كـان لا يطاه الدجاجُ
وقال المبرد في الكامل: قائل هذا البيت بعض الشيعة فانه رأى يوسف بن عمر الثقفي ألقى الرأس إلى الديك ينقره.
بعث هشام بالرأس من الشام إلى مدينة الرسول ﷺ فنُصب عند قبر النبيّ ﷺ يوماً وليلة. وكان العامل على المدينة « محمد بن إبراهيم بن هشام المخزومي »، فتكلم معه ناس من أهل المدينة ان يُنزله فأبى إلاّ ذلك، فضجت المدينة بالبكاء من دور بني هاشم، وكان كيوم الحسين عليه السّلام. ونظر إلى الرأس كثير بن المطلب السهمي فكى وقال: نضّر الله وجهك أبا الحسين عليه السّلام وقتل قاتليك. وكان كثير يميل إلى بني هاشم لأن أم أبيه المطلب، أروى بنت عبد المطلب بن هاشم بن عبد مناف، فقال له الوالي: بلغني عنك كذا وكذا، قال: هو كما بلغك، فحبسه وكتب إلى هشام بن عبد الملك يخبره فقال كثير وهو في الحبس:

## صلبه
لما جيء بجسده وأُلقي امام الوالي وكان هناك عدد كثير من جثث اصحابه، امر بالجسد فصُلب منكوساً  بسوق الكناسة ، وصلب معه اصحابه  وفيهم معاوية بن إسحاق، ونصر بن خزيمة العبسي وزياد الهندي. وامر بحراسة زيد لئلا يُنزَل من الخشبة. وكان فيمن يحرسه زهير بن معاوية بن جديح بن الرحيل ، والرحيل هذا ممن خرج لحرب الحسين. فساء هذا الموقف رسول الله وذريته المعصومين، يقول جرير بن حازم: رأيت النبيّ في المنام متسانداً إلى جذع زيد بن عليّ وهو يقول للناس: هكذا تفعلون بولدي  ؟! ويحدث الموُكَّل بخشبته: أنّه رأى النبيّ في النوم واقفاً على الخشبة ويقول: هكذا تصنعون بولدي من بعدي ؟! يا بني يا زيد قتلوك قتلهم الله، صلبوك صلبهم الله. ففشا الحديث بين الناس وعرف حتّى حراس خشبته مكانته ومن اجل هذا لم يمنعوا من يرغب من أهل الكوفة في زيارته. حدّث ابن تيمية في ( منهاج السنة ): لما صُلب زيد كان أهل الكوفة يأتون خشبته ليلاً ويتعبّدون عندها.

### صلبه
لم يختلف المؤرخون في بقائه مرفوعاً على الخشبة زمناً طويلاً حتّى اتخذته الفاختة وكراً  تنعى لرسول الله صلّى الله عليه وآله العدل والإصلاح والمكارم والإباء، وانما كان الخلاف في تحديد تلك المدة، وكل يرتئي قدراً حسب القرائن المتوفرة عليه، والمتحصل من كلام المؤرخين اراء ستة ( أ ) سنة وأشهر ( ب ) سنتين ( ج ) ثلاث سنين ( د ) اربع سنين ( هـ) خمس سنين ( و ) ست سنين. ولعل السر في اختيار الأول والثاني الاعتماد على ما حدّث به بعض المؤرخين من ان هشاماً هو الذي امر باحراقه، كما يمكن ان يكون الوجه في اختيار الثالث والرابع مقايسة اختيار سنة الشهادة إلى تصحيح الحديث الحاكي أمر الوليد بن يزيد بن عبد الملك  باحراقه عند ظهور يحيى بن زيد سنة 125ھ ، كتب إلى يوسف بن عمر: إذا اتاك كتابي فأنزل عجل أهل العراق وانسفه في اليمّ نسفا، فلما وقف على الكتاب امر خراش بن حوشب فأنزله من جذعه واحرقه بالنار وجعله في قواصر وحمله في سفينة وذرّاه في الفرات. وفي حديث أبي حمزة الثمالي بعد ان احرقه دق عظمه بالهواوين وذرّاه بالعريض من اسفل العاقول، وإذا كان العاقول موضعاً قريباً من الفرات امكن ان يتفق الحديثان بان بعضه ذُرّي في البر وبعضه في الفرات. ولعل ما في تذكرة الخواص من ان رماده ذروه في الماء والريح، وقول ابن خلكان في ترجمة الهيثم بن عدي من الوفيات ذُرّي رماده في الرياح على شاطئ الفرات يشير إلى هذا المعنى. ولم نعرف الوجه في تعيين القول الخامس والسادس.

## الكرامات التي ظهرت لزيد عليه السّلام
1. في تاريخ الشام ج 6 ص 25 وتاريخ الخميس ج 2 ص 357 والصواعق المحرقة ص 101 واسعاف الراغبين للصبان وعمدة الطالب وسبك الذهب لابن معية: كانت العنكبوت تنسج على عورته فتسترها، وفي الحدايق الوردية إذا أصبح أهل الكوفة ورأوا النسج هتكوه بالرماح فإذا جاء الليل نسجت العنكبوت عليه.
2. في مقاتل أبي الفرج: صلبوه عرياناً فارتخى بطنه من قدامه وظهره من خلفه حتّى سُترت عورته من القبل والدبر. ولعل هذا بعد ان صنعوا ذلك في نسج العنكبوت.
3. في تاريخ دمشق ج 6 ص 25، وحياة الحيوان للدميري بمادة العنكبوت: لما صلبوه وجّهوا وجهه إلى جهة الفرات فدارت خشبته إلى ناحية القبلة حتّى فعلوا ذلك مراراً.
4. في امالي الشيخ الطوسي: قدم الكوفة رجل من بلنجر بعد قتل زيد فقال: ألا ترون إلى هذا الفاسق ابن الفاسق كيف قتله الله. فلم يلبث ان رماه الله بقرحتين في عينيه فطمس الله بهما بصره فقال أبو زط الكوفي: احذروا أن تتعرضوا لأهل هذا البيت إلا بخير.
5. في الحدايق الوردية: مرت على خشبته امرأة فرأته عرياناً فرمت عليه خمارها فالتاث بمشية الله تعالى وستره فصعدوا له وحلوه.
6. فيها أقبل رجلان من بني ضبة ويد كل واحد منهما في يد صاحبه حتّى قاما بحذاء الخشبة فضرب احدهما بيده على الخشبة وهو يقول: إنما جزاء الذين يحاربون الله ورسوله ويسعون في الأرض فساداً ان يُقَتَّلوا أو يُصلَّبوا أو تُقطَّعَ ايديهم وارجلهم من خلاف. فذهب لينحّي يده فانتثرت فيها الأُكلة ووقع على شقه فمات.
7. فيها يحدث شبيب بن غرقد قال: قدمنا الكوفة من الحج فدخلنا الكناسة ليلاً، فلما كنا بالقرب من خشبة زيد اضاء الليل، فلم نزل نسير نحوها فنفحت منها رائحة المسك، فقلت لأصحابي: هكذا توجد رائحة المصلوبين، وإذا بهاتف يقول: هكذا توجد رائحة أولاد النبيين، الذين يقضون بالحق وبه يعدلون.
8. فيها أنّ رجلاً مر على خشبته فوضع اصبعه عليها وقال: هذا جزاء الفاسق ابن الفاسق، فغاصت إصبعه في كفه.
9. فيها: ان عرزمة أخا كناسة الاسدي جلس في مجمع الأسديين بالقرب من خشبة زيد، فكان يلتقط حُصيّات ويرمي بها زيداً يصنع ذلك كل يوم، يقول إسماعيل بن اليسع العامري: فوالله الذي لا إله غيره، ما مات حتّى رأيت عينيه مرقودتين كانهما زجاحتان خضراوان.
11. فيها: لما ذُرّي رماده في الفرات استدار كهلة القمر وضاء.
هذا ما حفظه ارباب الآثار في جوامعهم، ولا أخال كل من تُتلى عليه الا ويتجلى له عمود الحق وترتفع عنه غشاوة كل شبهة، فيحفظ لبطل النهضة الهاشمية، ومصلح الأمة الإسلامية مقامه الرفيع بين المستشهَدين في سبيل قلع الفساد.

## زوجاته
تزوج ستاً من النساء، أوّلهن ريطة بنت أبي هاشم عبد الله بن محمد بن الحنفية، وأمها ريطة بنت الحارث بن نوفل بن الحارث بن عبد المطلب، وأمها بنت المطلب بن وداعة السهمي، وكانت ريطة بنت أبي هاشم من سيدات نساء بني هاشم ومجيداتهن، روت الحديث عن أبيها وبعلها ، وهي التي عناها أبو ثميلة الأبّار  بقوله:
فـلعلّ راحـم أم موسى والذي		نـجّاه مـن لُـجج خِضَمّ مُزيدِ
سـيسرّ ريطة بعد حزن فؤادها		يحيى ويحيى في الكتائب مرتدي
والثانية والثالثة من أهل الكوفة، تزوجهن أيّام إقامته في الكوفة، ويظهر من ابن خلدون  أنه تزوج في الكوفة باكثر من اثنتين، والكوفيتان واحدة ابنة يعقوب بن عبد الله السلمي أحد بني فرقد، والثانية ابنة عبد الله بن أبي العنس الازدي، وهذه ولدت له بنتاً ماتت في أيامه. والثلاثة الأُخر أمهات أولاد.

## اولاده
اتفق أهل النسب وغيرهم على انه لم يخلّف إلا أربعة بنين وليس له اثنى، وهم يحيى أمُّه ريطة بنت أبي هاشم، و عيسى أمه أم ولد نوبية اسمها سكن ، والحسين ذو الدمعة أمه أم ولد ؛ ومحمد وهو أصغرهم أمه أم ولد من السند.

## تراثه
1. مجموع الإمام زيد ويشتمل على المجموع الفقهي والحديثي (مسند الإمام زيد).
2. تفسير غريب القرآن.
3. مناسك الحج والعمرة، طبع في بغداد.
4. مجموع رسائل وكتب الإمام زيد. ويحتوي على:
  1. رسالة الإيمان، وتشتمل على شرح لمعنى الإيمان والكلام على عصاة أهل القبلة.
  2. رسالة الصفوة، وتشتمل على تعريف صفوة اللّه من خلقه والكلام عن أهل البيت وأن اللّه اصطفاهم لهداية الناس.
  3. رسالة مدح القلة وذم الكثرة، وتشتمل على مناظرة جرت بينه وبين أهل الشام في القلة والكثرة، وجمع فيها كثيراً من آيات القرآن الدالة على مدح القلة وذم الكثرة.
  4. رسالة تثبيت الوصية، وتتضمن استدلالات على أن النبي أوصى لعلي بالخلافة من بعده.
  5. رسالة تثبيت الإمامة، وتتضمن استدلالات على أن علياً كان أولى الناس بالخلافة بعد رسول الله.
  6. رسالة إلى علماء الأمة، وهي الرسالة التي وجهها إلى العلماء يدعوهم فيها إلى القيام بمسئولياتهم وتأييده في ثورته.
  7. رسالة الرد على المجبرة، وهي عبارة عن بضع صفحات أوضح فيها موقفه من القدر، وضمنها رداً على غلاة المجبرة.
  8. رسالة الحقوق، وهي عبارة عن نصائح وتعاليم خُلُقِيَّة وجهها إلى أصحابه ومن بلغته من المسلمين.
  9. مناظرة لأهل الشام في مقتل عثمان والقلة والكثرة.
  10. الرسالة المدنية، وهي عبارة عن جوابات أسئلة وردت إليه من المدينة.
  11. مُجَمَّع يشتمل على بعض مناظراته وأجوبته وخطبه وأشعاره ورسائله وكلماته القصيرة.
  12. الرسالة الشامية، وتتضمن إجابات على استفسارات لأحد أصحاب الإمام زيد بعث بها من الشام.
  13. جواب على واصل بن عطاء في الإمامة.
  14. مجموعة من الأشعار المنسوبة إليه.
  15. مجموعة من الأدعية المروية عنه.
  16. تفسير سورة الفاتحة.
  17. تأويل بعض مشكل القرآن.
  18. كتاب مناسك الحج والعمرة.

## وصلات خارجية
- اسلام ويب
- شبكة الأمام الرضا
- شبكة الأمام الرضا
- شبكة الأمام الرضا
- كتب علوم آل محمد صلى الله عليه وآله وسلم
- الزيدية ومرجعها الإمام الحجة المجدد للدين مجد الدين بن محمد بن منصور المؤيدي رضوان الله وسلامه عليهم
- مؤسسة الإمام زيد بن علي الثقافية
- مركز بحوث ودراسات المدينة المنورة

- وسائط من كومنز
- اقتباسات من ويكي الاقتباس